# Парфенон
Парфено́н (др.-греч. Παρθενών, буквально «девичьи покои») — памятник античной архитектуры, древнегреческий храм, расположенный на афинском Акрополе. Главный храм в древних Афинах, посвящённый покровительнице этого города и всей Аттики, богине Афине-Палладе (Ἀθηνᾶ Παρθένος). Построен в 447−438 годах до н. э. архитектором Калликратом по проекту Иктина и украшен в 438−431 годах до н. э. под руководством Фидия при правлении Перикла. Одно из самых знаковых зданий в мире, возможно даже, самое известное — символ Афин «для нас сегодня, как и для греков любой эпохи».
В настоящее время находится в полуразрушенном состоянии, ведутся восстановительные работы.

## История

### Предшественники Парфенона
На Акрополе сохранилось огромное количество архитектурных элементов древних построек и их фундаментов. Вопрос их атрибуции тому или иному известному по источникам строению является, как правило, спорным.
Первый известный в новое время храм Афине, существование которого признаётся большинством учёных мира, был выстроен на Акрополе, вероятно, при Писистрате. Он назывался так же, как позднее и наос современного Парфенона, — Гекатомпедон (то есть стофутовый). Создание храма было органической частью политики Писистрата по обустройству и развитию Афин. Гекатомпедон считается в некотором роде предшественником Эрехтейона: все главные реликвии Афинского полиса хранились именно там. В настоящее время доказано, что фундамент, приписывавшийся долгое время Гекатомпедону, не имеет необходимой длины для построения на нём стофутовой целлы и, следовательно, не может являться указанным храмом. Однако само существование храма не отрицается. В Персидском мусоре были найдены оба его фронтона и другие детали.
Вскоре после Марафонской битвы началась постройка нового храма Афины, называемого в источниках Опистодомом. Храм располагался между современными Эрехтейоном и Парфеноном. Его строительство, очевидно, не было завершено из-за возобновившейся войны с персами и скорого разграбления Афин. От этой постройки остались барабаны колонн у северной стены Эрехтейона. Части старого Парфенона были использованы при застройке Акрополя Фидием в эпоху Перикла.

### Постройка

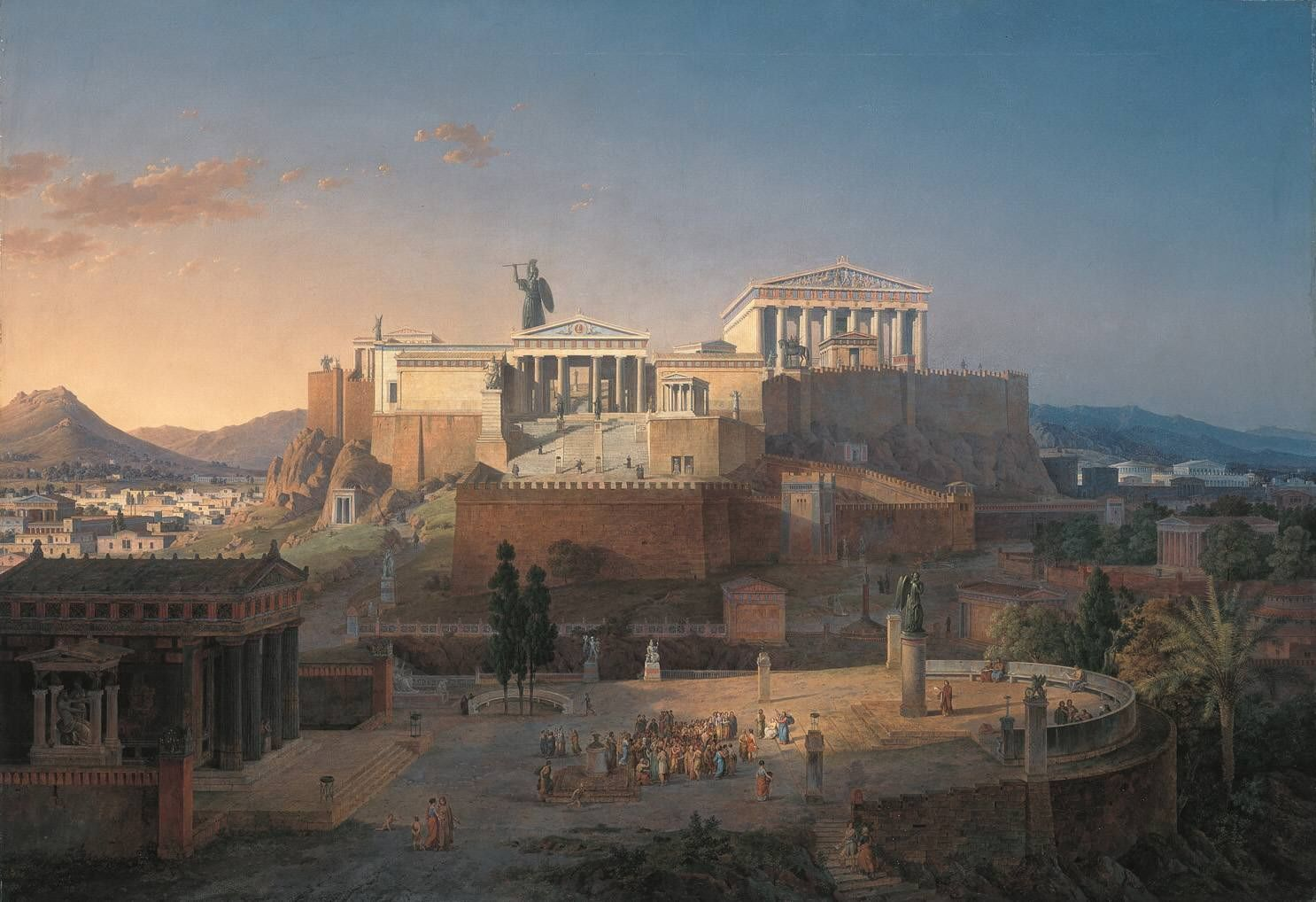
Афинский акрополь, реконструкция Лео фон Кленце 1846 года (над акрополем возвышается статуя Афины Промахос)

После окончания греко-персидских войн, в эпоху правления Перикла уже на подготовленной площадке было решено возвести новый, более величественный и роскошный храм. В строительстве задействовали лучших на то время художников и потратили огромные средства. Строителями Парфенона называют древнегреческих архитекторов Иктина и Калликрата. Исследователи классики считают, что первому принадлежал проект здания, а второй руководил ходом строительных работ. Великий скульптор Фидий выполнил отделку и вместе с Периклом наблюдал за строительством.
Дату начала строительства учёным удалось точно установить благодаря фрагментам мраморных дощечек, на которых афинская власть представляла гражданам полиса официальные постановления и финансовые отчёты. Для афинян такие надписи были средством контроля за расходами и борьбы с казнокрадством. Парфенон сооружали с 447—438 до н. э. (в Древних Афинах год начинался со дня летнего солнцестояния) на протяжении десяти лет. В первый год средства были выделены на добычу и доставку пентелийского мрамора в город. Расходы на древесину, предусмотренные на 444—443 годы до н. э., связаны с возведением строительных лесов. О том, что к 438—437 годам до н. э. статуя Афины Парфенос уже была завершена Фидием, свидетельствует продажа золота, которое осталось после окончания работ. Всего на строительство было затрачено 700 талантов (согласно другим источникам — 469).
Освящение храма состоялось на празднике Панафиней в 438 до н. э., однако обработка (главным образом, скульптурные работы) продолжалась до 432 до н. э.

### Архитектура античного Парфенона

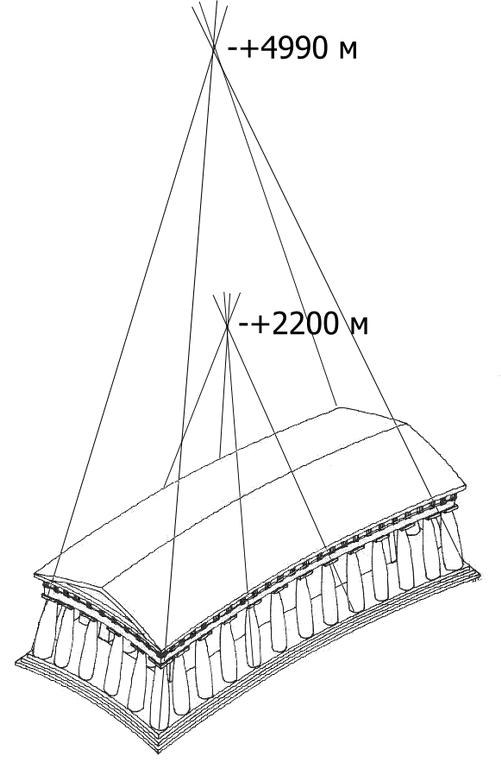
Гиперболическая схема кривизны Парфенона

Парфенон представляет собой дорический периптер с элементами ионического ордера. Он стоит на трёх мраморных ступенях, общая высота которых составляет около 1,5 метров. Со стороны главного (западного) фасада прорублены более частые ступени, предназначенные для людей. Верхняя площадка ступеней, так называемый стилобат, имеет 69,5 м в длину и 30,9 м в ширину. Храм со всех сторон окружён перистилем — колоннадой, имеющей по 8 колонн на фасадах и по 17 по бокам, учитывая угловые. Высота колонн равна 10,4 м, они составлены из 10-12 барабанов. Диаметр их основания — 1,9 м, у угловых колонн — 1,95 м. К верху диаметр колонны сужается. На каждой колонне выточено по двадцать каннелюр. Сверху храм был покрыт черепичной кровлей.
Находящееся за внешней колоннадой помещение храма имеет 59 м в длину и 21,7 м в ширину. Оно установлено на двух дополнительных ступенях общей высотой 0,7 м и является амфипростилем. На его фасадах имеются портики с колоннами, которые чуть ниже колонн перистиля. Восточный портик был пронаосом, ведущим в целлу, западный — постикумом, ведущим в опистодом.

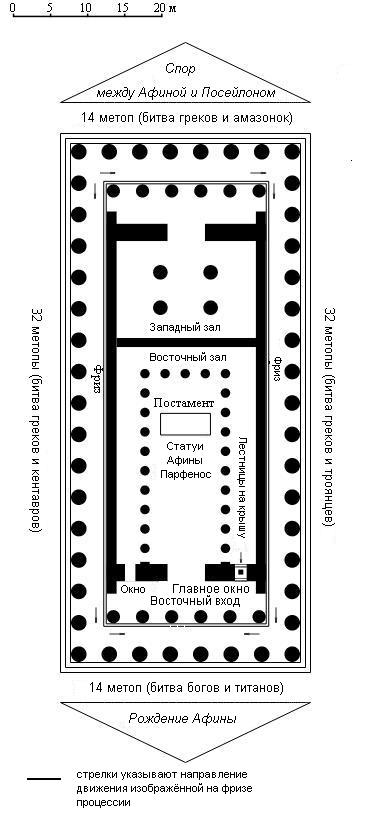
План скульптурного убранства Парфенона (север справа). Период античности.

Целла, располагавшаяся с востока, имела длину 29,9 м и ширину 19,2 м. Два ряда из 9 дорических колонн заканчивались у стены поперечным рядом с ещё тремя колоннами и образовывали три нефа, средний из которых был значительно шире двух других. Считается, что на архитраве первого яруса колонн стоял второй, поддерживавший перекрытия. В центральном нефе стояла статуя Афины Парфенос работы Фидия. Над статуей был устроен гипефр.
Опистодом имел 13,9 м в длину и 19,2 м в ширину. В нём стояли четыре высоких колонны, скорее всего, ионических. Две небольших двери вели отсюда в боковые нефы целлы. Опистодом назывался Парфеноном, поскольку изначально здесь хранились дары богине; затем это название распространилось на весь храм. В 464 году до н. э.[уточнить] сюда была перевезена казна Делосского союза. Долгое время в опистодоме располагался также государственный архив.

### Планировка
Парфенон был продуман в мельчайших деталях, совершенно незаметных постороннему наблюдателю и имеющих целью зрительно облегчить нагрузку на несущие элементы, а также исправить некоторые погрешности человеческого зрения. Историками архитектуры отдельно выделяется понятие курватура Парфенона — специальная кривизна, вносившая оптические коррективы. Хотя храм кажется идеально прямолинейным, на самом же деле в его контурах нет почти ни одной строго прямой линии:
- Стилобат имеет небольшое повышение к центру, так как иначе издалека казалось бы, что пол прогибается.
- Угловые колонны наклонены к середине, а две средние — к углам. Это было сделано, чтобы показать их прямыми.
- Все колонны имеют энтазис, благодаря которому не кажутся посередине тоньше, однако не столь большой, как у архаических храмов.
- Угловые колонны в диаметре несколько толще других, так как в противном случае они бы казались тоньше. В поперечном разрезе они не являются круглыми.
- Эхин почти прямой, его вынос очень мал (0,18 верхнего диаметра колонны).
- Высота эхина и абаки одинакова.
- Высота архитрава равна высоте фриза. Их отношение к карнизу: 10:10:4,46.
- Антаблемент наклонён наружу, а фронтоны — внутрь.

Этот приём был разработан Иктином, архитектором Парфенона, и впервые использован здесь в полной мере. Кроме того, с учётом оптического сокращения размеров были выполнены и скульптурные детали, помещённые на значительной высоте. Курватуру Парфенона открыл в середине XIX века английский архитектор, теоретик архитектуры и археолог Френсис Пенроуз. Основываясь на натурных обмерах, проведённых Пенроузом, курватуру храма подтвердил греческий архитектор Эрнст Циллер в исследовании «Об изначальном существовании кривизны Парфенона» (Ueber die ursprüngliche Existenz der Curvaturen des Parthenon, 1864).
Как отмечает Б. Р. Виппер, гармония Парфенона вытекает из аналогий, из повторения одних и тех же пропорций в плане как наружной колоннады, так и четырёхугольника целлы и её внутренней колоннады. Значение имеет и постановка здания храма относительно акропольского холма: он отодвинут к юго-восточному краю скалы, поэтому посетители видят его отдалённым, большой Парфенон не подавляет своими размерами и «вырастает» по мере приближения к нему человека.

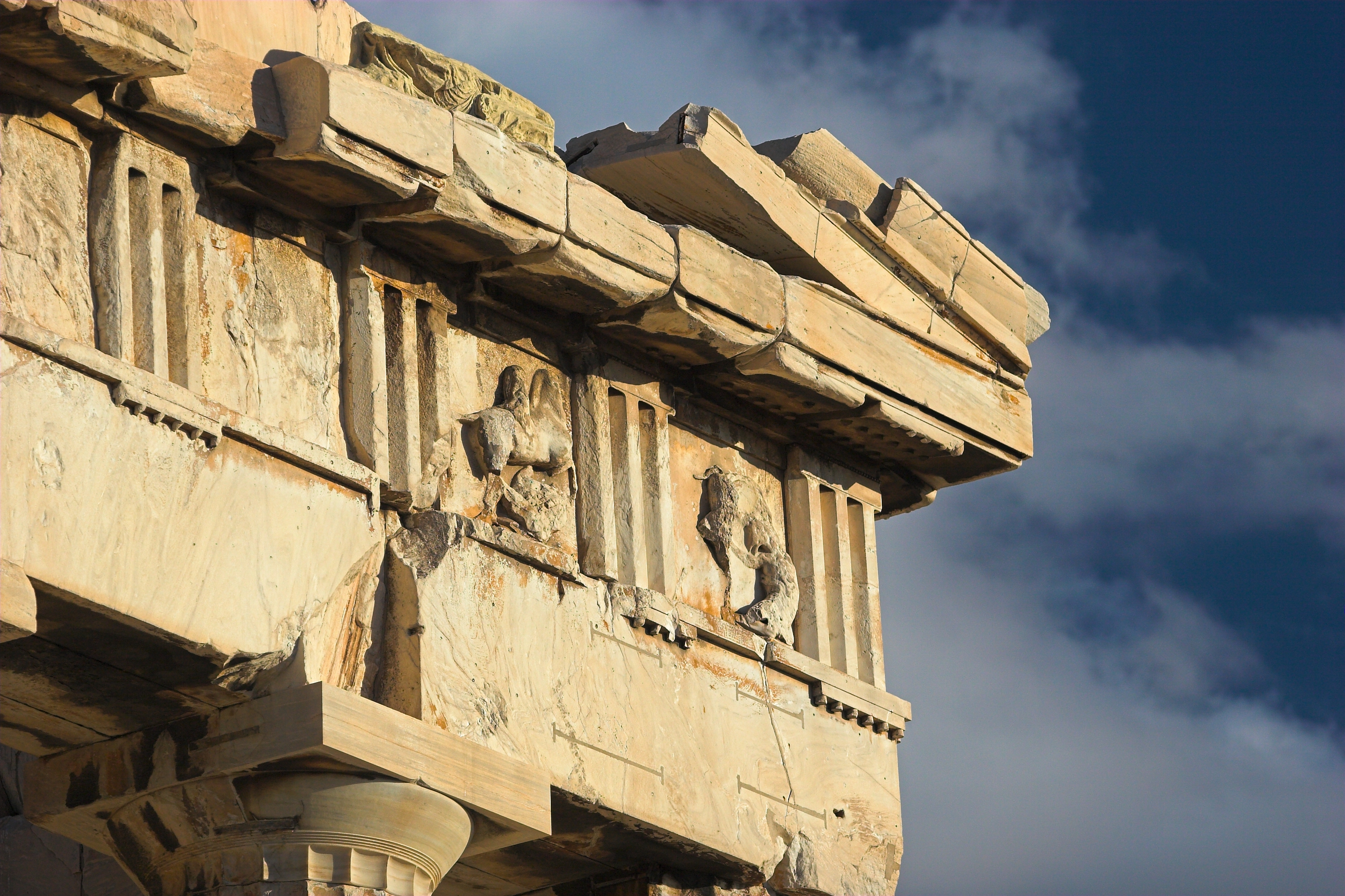
Фрагмент западного фасада

### Материал и технологии
Храм построен целиком из пентелийского мрамора, добывавшегося неподалёку. Во время добычи он имеет белый цвет, но под воздействием лучей солнца желтеет. Северная сторона здания подвергается меньшему облучению — и потому там камень получил серовато-пепельный оттенок, тогда как южные блоки отдают в золотисто-желтоватый окрас. Черепица и стилобат также выполнены из этого мрамора. Колонны сложены из барабанов, скреплённых между собой деревянными пробками и шкворнями.
Кладка — сухая (без вяжущего раствора), из отёсанных квадров. Внутренняя часть осталась грубо обработанной, что экономило время и уменьшало затраты на рабочую силу. В самом низу лежат ортостаты — большие квадры, на которых уже располагаются гораздо меньшие камни, составляющие регулярную кладку. По горизонтали блоки соединены железными скрепами, вставлявшимися в пазы и заливавшимися свинцом. По вертикали связь осуществлялась при помощи железных штырей.
Перекрытия были деревянными. Потолки внутри, очевидно, были кассетированы, поскольку считается, что наружные — каменные — подражают внутренним.

### Скульптурный ансамбль
Скульптурная отделка Парфенона, как отмечает Плутарх велась под руководством великого мастера Фидия и при его непосредственном участии. Эта работа делится на четыре части: метопы внешнего (дорического) фриза, сплошной ионический (внутренний) фриз, скульптуры в тимпанах фронтонов и известнейшая статуя Афины Парфенос.

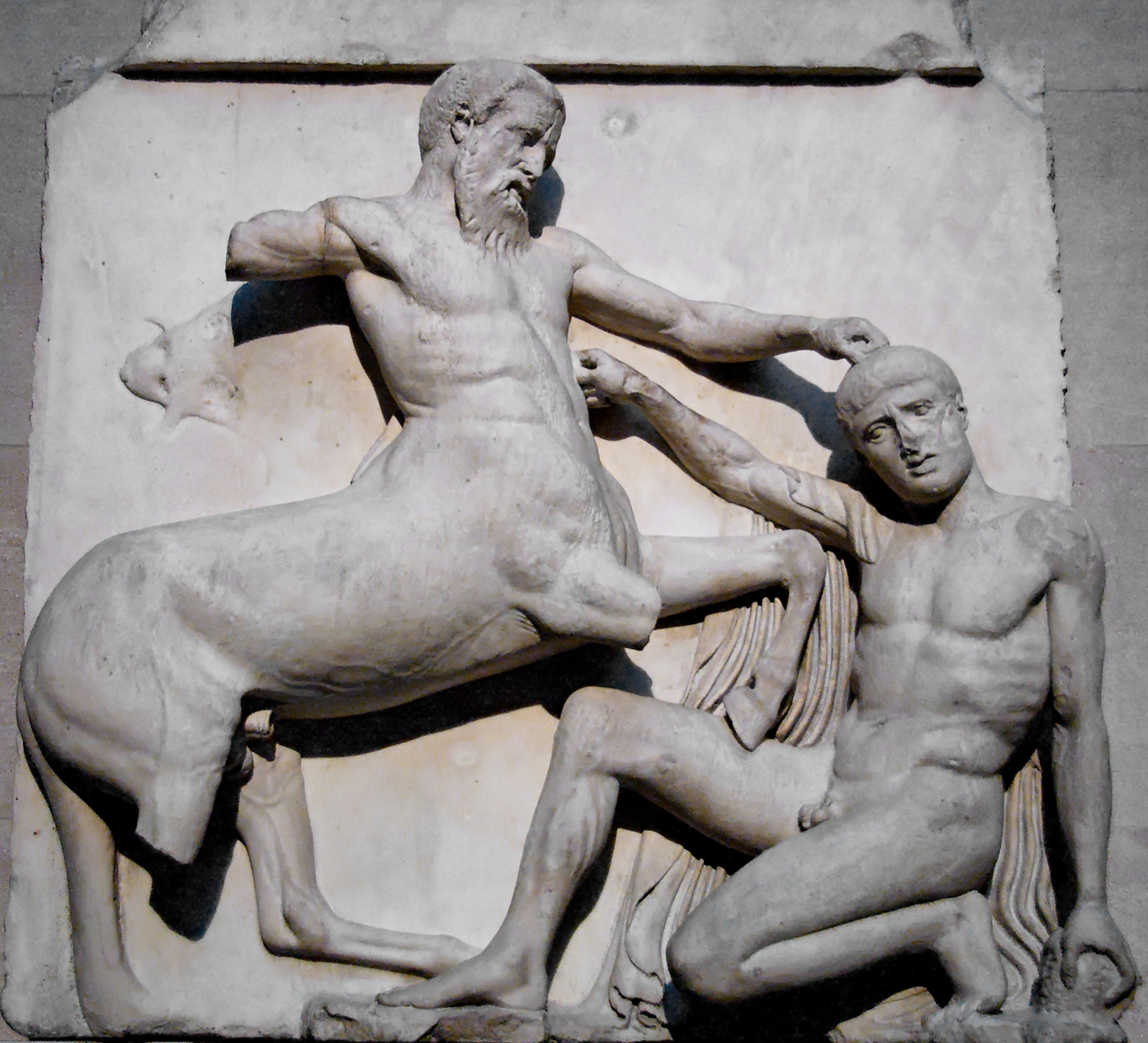
Южная метопа 30. Кентавр побеждает
лапифа.

#### Метопы
Метопы входили в состав традиционного для дорического ордера триглифо-метопного фриза, который опоясывал внешнюю колоннаду храма. Всего на Парфеноне насчитывалось 92 метопы, содержавших различные горельефы. Они были соединены тематически по сторонам здания. На юге изображалась битва кентавров с лапифами, на западе — амазономахия, на севере — вероятно, сцены из Троянской войны, на востоке — гигантомахия.
Сохранилось 57 метоп: 42 в Афинах и 15 в Британском музее. Бо́льшая их часть — с восточной стороны.

#### Барельефный фриз

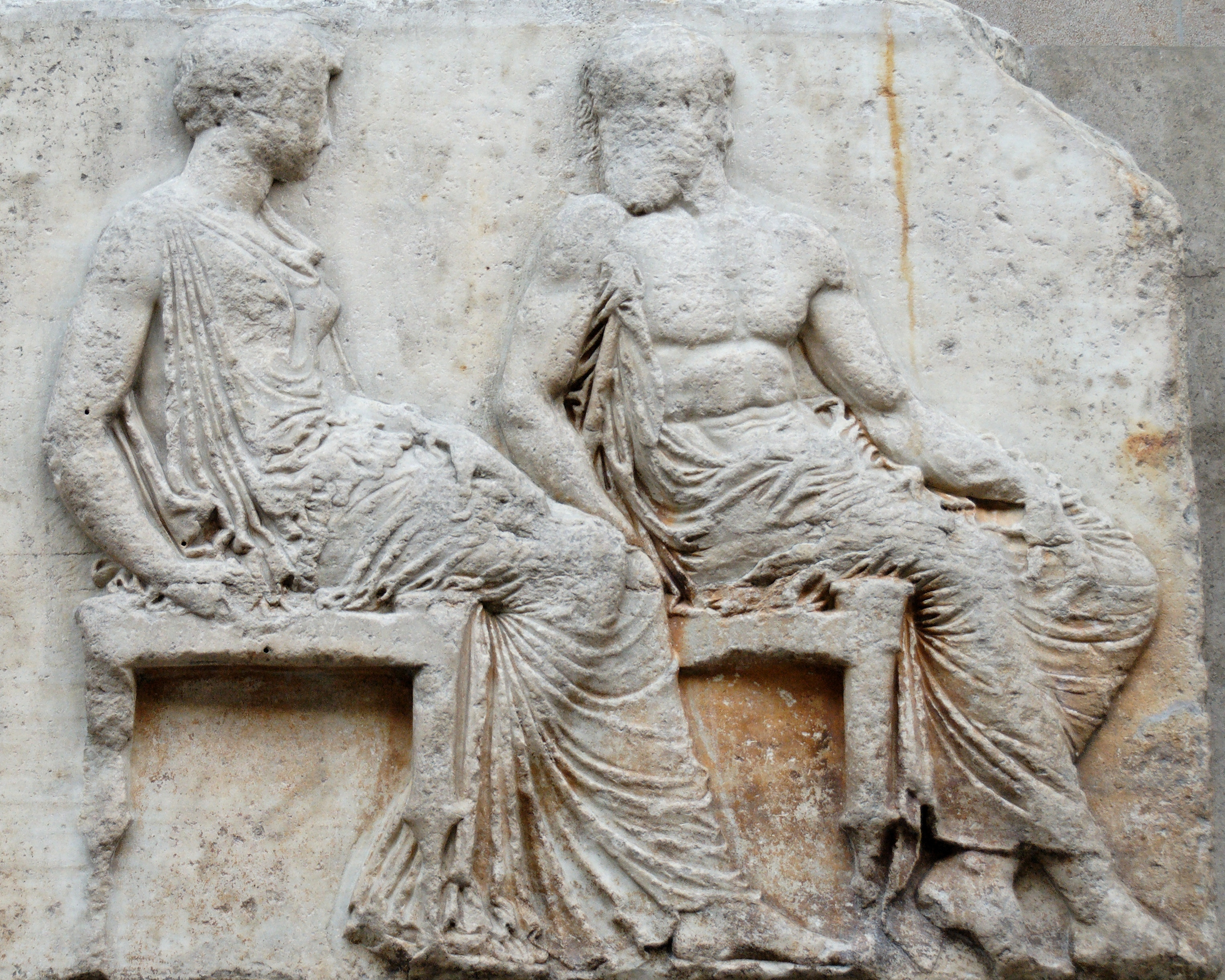
Восточная сторона. Плиты 36-37. Сидящие боги.

Внешнюю сторону целлы и опистодома опоясывал поверху (на высоте 11 м от пола) ещё один фриз, ионический. Он имел 160 м в длину и 1 м в высоту и содержал около 350 пеших и 150 конных фигур. На барельефе, являющимся одним из самых знаменитых произведений этого жанра в дошедшем до нас античном искусстве, изображено шествие в последний день Панафиней. На северной и южной сторонах изображаются всадники и колесницы, просто граждане. На южной стороне есть также музыканты, люди с различными дарами и жертвенными животными. Западная часть фриза содержит множество юношей с конями, садящихся на них или уже севших. На востоке (над входом в храм) представлено окончание процессии: жрец в окружении богов принимает сотканный для богини афинянками пеплос. Рядом стоят важнейшие люди города.
Сохранилось 96 пластин фриза. 56 из них находятся в Британском музее, 40 (в основном, западная часть фриза) — в Афинах.

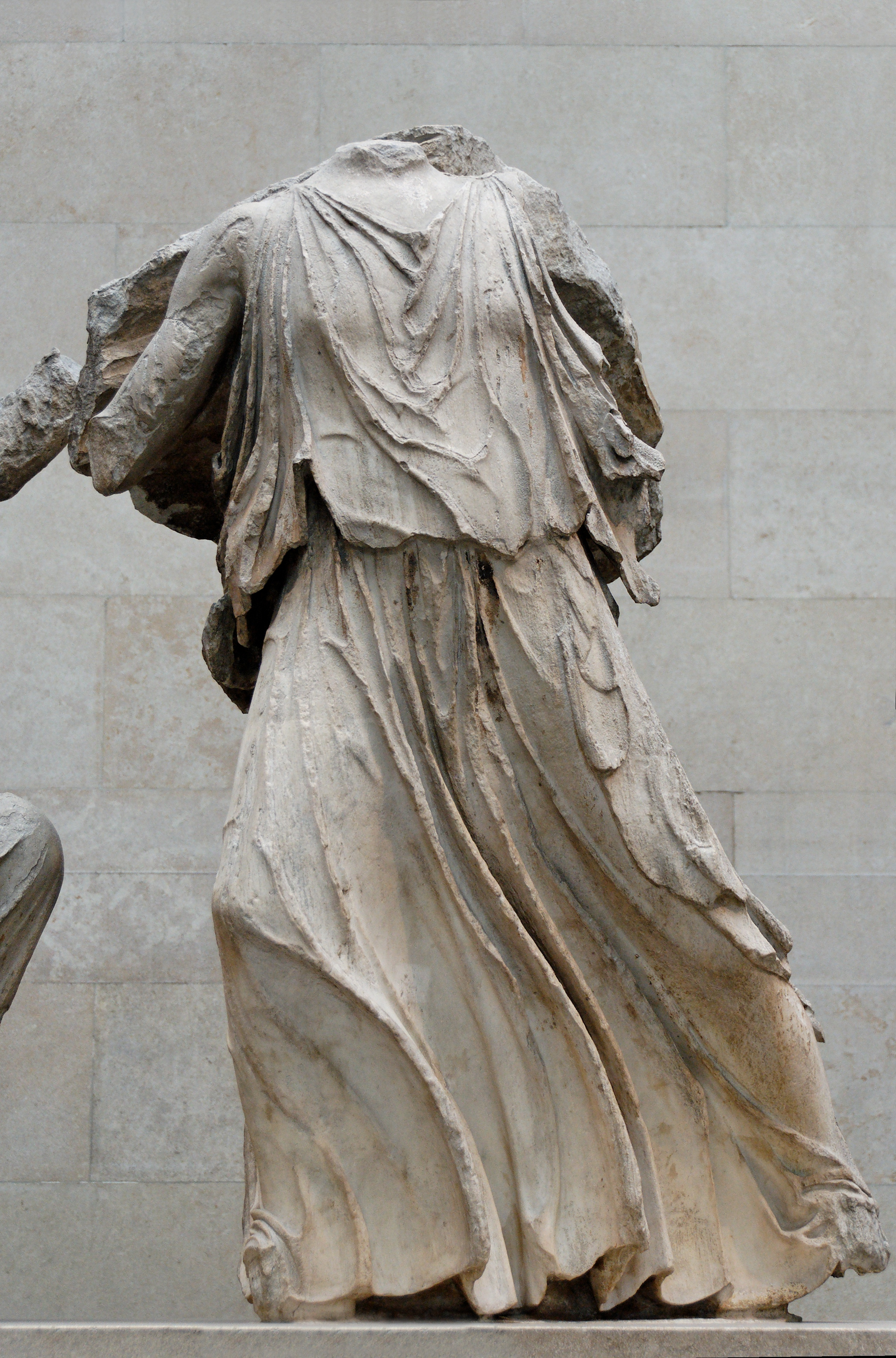
Восточный фронтон. Предположительно, фигура Артемиды.

#### Фронтоны

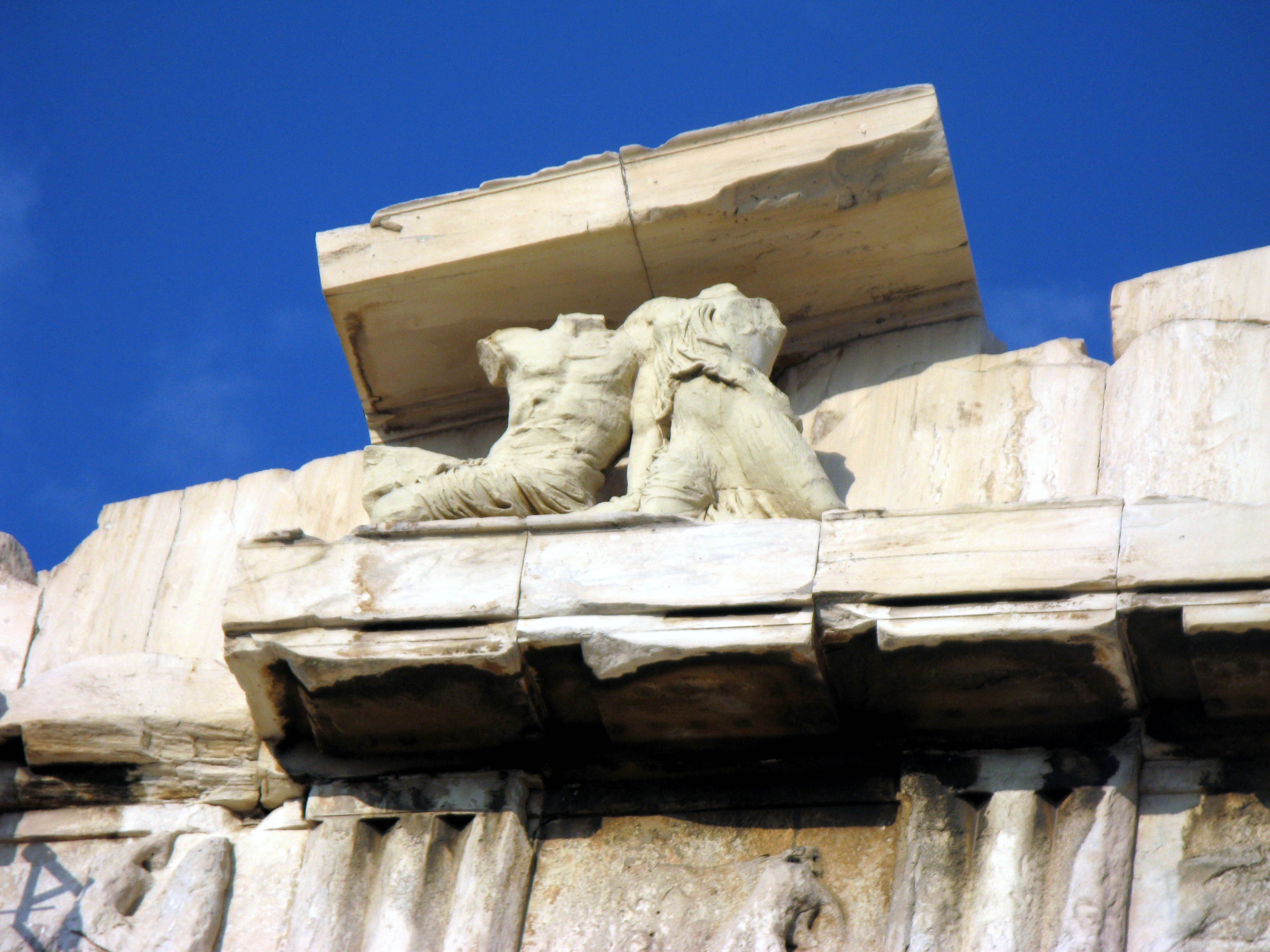
Фрагмент фронтона

В тимпанах фронтонов (глубиной 0,9 м) над западным и восточным входами помещались гигантские скульптурные группы. До наших дней они сохранились очень плохо. Центральные фигуры почти не дошли. В центре восточного фронтона в Средние века варварски было прорублено окно, что совершенно уничтожило находившуюся там композицию. Античные же авторы обыкновенно обходят эту часть храма стороной. Павсаний упоминает о них лишь вскользь, уделяя намного больше внимания статуе Афины. Сохранились зарисовки Жака Каррея, датируемые 1674 годом, которые дают много информации о западном фронтоне. Восточный фронтон уже в то время находился в плачевном состоянии. Поэтому реконструкция фронтонов — это по большей части лишь догадки.
Восточная группа изображала рождение Афины из головы Зевса. Сохранились лишь боковые части композиции. С южной стороны въезжает колесница, управляемая, предположительно, Гелиосом. Перед ним сидит Дионис, затем Деметра и Персефона. За ними стоит ещё одна богиня, — возможно, Артемида. С восточного фронтона до нас дошли также три сидящие женские фигуры — так называемые «мойры», которые иногда рассматривают как Гестию, Диону и Афродиту. В са́мом углу находится ещё одна фигура, очевидно, управляющая колесницей, так как перед ней расположена голова коня. Вероятно, это Нюкс или Селена. Относительно центра фронтона (а точнее, бо́льшей его части) можно сказать только то, что там, определённо — в силу тематики композиции, находились фигуры Зевса, Гефеста и Афины. Скорее всего, там находились остальные олимпийцы и, может быть, ещё какие-то боги. Сохранился торс, приписываемый в большинстве случаев Посейдону.
На западном фронтоне представлен спор Афины и Посейдона за обладание Аттикой. Они стояли в центре и были расположены по диагонали друг к другу. По обеим сторонам от них находились колесницы: в северной, вероятно, — Ника с Гермесом, в южной — Ирида с Амфитрионом. Вокруг располагались фигуры легендарных персонажей афинской истории, но их точная атрибуция практически невозможна.
До нашего времени дошли 30 статуй: 11 из них находятся в Афинах, а 19 хранятся в Британском музее.
Статуя речного бога с западного фронтона Парфенона, предоставленная Британским музеем, экспонировалась в петербургском Эрмитаже с 5 декабря 2014 года по 18 января 2015 года. Принято считать, что скульптура представляет собой аллегорию афинской реки Илисс (Илиссос). Фигура была создана в мастерской Фидия в 438—432 годах до н. э.

#### Статуя Афины Парфенос
Стоявшая в центре храма и являвшаяся его сакральным центром статуя Афины Парфенос была выполнена самим Фидием. Она была прямостоящая и имела около 11 м в высоту, выполнена в хрисоэлефантинной технике (то есть из золота и слоновой кости на деревянной основе). Скульптура не сохранилась и известна по различным копиям и многочисленным изображениям на монетах. В одной руке богиня держит Нику, а другой опирается на щит. На щите изображена амазономахия. Существует легенда, что Фидий изобразил на нём себя (в образе Дедала) и Перикла (в образе Тесея), за что (а также по обвинению в краже золота для статуи) попал в тюрьму. Особенность рельефа на щите состоит в том, что второй и третий план показаны не сзади, а один над другим. Кроме того, его тематика позволяет говорить о том, что это уже исторический рельеф. Ещё один рельеф был на сандалиях Афины. Там изображалась кентавромахия.
На постаменте статуи было вырезано рождение Пандоры — первой женщины.

### Прочие детали отделки
На архитраве перистиля висели бронзовые венки (сохранились отверстия для их крепления).
Парфенон, как и любой античный храм, был раскрашен. Тения и нижняя поверхность эхина были красными. Нижняя поверхность карниза — красной и синей. Кессоны перекрытий колоннады, сделанные из мрамора, красились в синий, красный и золотой (или жёлтый) цвет. Скульптура также была ярко раскрашена.

### Дальнейшая история

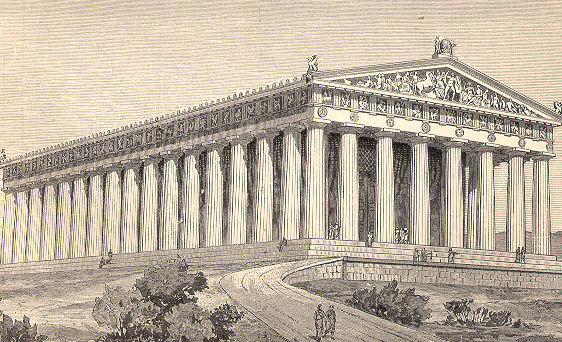
Парфенон. Реконструкция из немецкой энциклопедии 1891 г.

Греческая политика резко изменилась после возвышения Македонии при царе Филиппе II. Окончательный удар могуществу Афин нанёс Александр Великий, когда в 323 до н. э. прислал в город военный гарнизон и покончил с демократией. Однако известно, что даже Александр благоволил Парфенону. Он приказал разместить на восточном фронтоне 14 щитов, а также принёс в дар Афине доспехи 300 побеждённых персидских воинов. После смерти Александра Парфенон неоднократно становился жертвой жестоких тиранов. Так, в конце IV века до н. э. в Парфеноне поселился вместе со своими любовницами Деметрий I Полиоркет. В начале III в. до н. э. афинский тиран Лахар снял золотую одежду со статуи Афины Парфенос, чтобы оплатить долг своим солдатам, а также щиты Александра. В начале II века до н. э. представитель зажиточной пергамской династии Атталидов установил в Парфеноне памятник в честь одного из своих предков, который размещался почти вплотную к стене, справа от парадного входа в храм. Этот монумент имел форму огромного пьедестала, высота его едва не достигала крыши Парфенона. В 31 до н. э., когда слава Атталидов отошла в прошлое, монумент переименовали в честь римского императора Августа.
Ни один из античных источников не вспоминает о пожаре в Парфеноне, однако археологические раскопки доказали, что он произошёл в середине III века, наиболее вероятно, во время нашествия варварского племени герулов, которые разграбили Афины в 267 году. В результате пожара разрушилась крыша Парфенона, а также почти вся внутренняя арматура и перекрытия. Мрамор потрескался. В восточной пристройке разрушилась колоннада, обе основные двери храма и второй фриз. Если в храме хранились посвятительные надписи, они безвозвратно потеряны. Реконструкция после пожара не ставила своей задачей полностью восстановить облик храма. Терракотовую крышу провели только над внутренними помещениями, а внешняя колоннада оказалась незащищённой. Два ряда колонн в восточном зале заменили на подобные. Исходя из архитектурного стиля восстановленных элементов, удалось установить, что блоки в более ранний период принадлежали различным постройкам Афинского акрополя. В частности, 6 блоков западных дверей составляли основу массивной скульптурной группы, изображавшей колесницу, запряжённую лошадьми (на этих блоках и сейчас заметны царапины в местах, где крепились копыта лошадей и колёса колесницы), а также группы бронзовых статуй воинов, которые описал Павсаний. Три других блока западных дверей — мраморные таблички с финансовой отчётностью, по которым установлены основные этапы строительства Парфенона.

## Христианский храм

### История
Парфенон оставался храмом богини Афины на протяжении тысячи лет. Точно неизвестно, когда именно он стал христианской церковью. В IV веке Афины обветшали и превратились в провинциальный город Римской империи. В V веке храм был ограблен одним из императоров, а все его сокровища перевезли в Константинополь. Существуют сведения, что при патриархе Павле III Константинопольском Парфенон был перестроен в храм Св. Софии.
В начале XIII века была повреждена и разрушена статуя Афины Промахос в период Четвёртого крестового похода. Статуя Афины Парфенос, вероятно, исчезла ещё в III веке до н. э. во время пожара или раньше. Римские и византийские императоры неоднократно издавали указы о запрете языческого культа, однако языческая традиция в Элладе была слишком сильной. На современном этапе принято считать, что Парфенон стал христианским храмом примерно в VI веке нашей эры.
Во времена Византии он служил православным кафедральным Собором Пресвятой Богородицы, был четвёртым по значимости паломническим центром Восточной Римской империи после Константинополя, Эфеса и Салоник. В 1018 году император Василий II Болгаробойца прибыл в Афины после блестящей победы над болгарами с единственной целью — поклониться Парфенону.
В начале XIII века в эпоху Латинской империи к власти в Афинах пришёл бургундский военачальник Оттон де ла Рош, а в соборе распоряжался французский архиепископ. Непродолжительное время Парфенон использовался как католическая церковь под названием Notre Dame d’Athenes — Собор Афинской Богоматери. В следующие два с половиной столетия в результате нападений наёмников, военных переворотов и дипломатических интриг контроль над Афинами перешёл от французов к каталонцам. Афины и прилегающие территории — Герцогство Афинское — включили в состав Арагонского королевства в 1311 году. Афины оставались под управлением Каталонской компании до 1386 года. Официальным языком Афин в то время был каталонский, а официальной религией — католицизм. В 1387 года власть перешла к семье флорентийских банкиров Акциайоли, тогда греческий язык снова стала официальным, греческая православная церковь получила покровительство со стороны новых правителей. Одновременно на Афины претендовали венецианцы и османы, поэтому за возможность правления и протекторат Акциайоли платили турецкому султану дань. Хотя Пропилеи превратили в хорошо укреплённый, пышный ренессансный дворец, частая смена правителей почти не отразилась на внешнем виде Парфенона. Менялось только название: Санта-Мария-де-Сетинас (под властью каталонцев), затем Санта-Мария-ди-Атене (при итальянцах).

### Перестройки и отделка

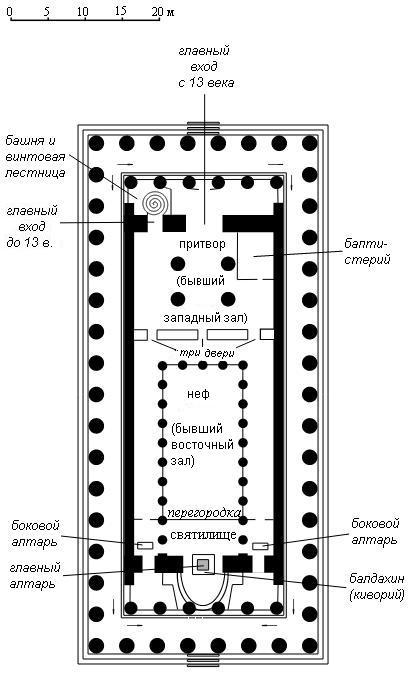
Схема конструкции Парфенона христианского периода его истории.

В целом античные храмы легко превращались в христианские. Отделка их была сдержанной, поэтому христиане могли приспосабливать его для нужд собственного культа. Благодаря тому, что христианские церкви располагались в античных храмах, сохранялась первоначальная конструкция последних. Если же языческий храм оставался заброшенным, его разбирали на строительные материалы.
Переход от языческого храма к церкви сказался на архитектуре Парфенона. В античную эпоху вход в Парфенон располагался в восточной части под фронтоном, скульптуры которого изображали Рождение Афины. Однако именно в восточной части христианского храма должен располагаться алтарь. Поэтому на месте бывшего входа построили апсиду, для возведения которой использовали фрагменты античных памятников Акрополя неподалёку от Парфенона. С этого времени для главного западного входа обустроили небольшие двери, справа от крупных западных дверей античного Парфенона, которые христиане принципиально решили не использовать.
В результате перепланировки были убраны внутренние колонны и некоторые стены целлы, из-за чего демонтировали центральную плиту фриза. Внешняя колоннада превратилась в наружную стену христианского храма: прорези заполнили ровно на половину от их высоты. В восточной части храма, где раньше стояла Афина Парфенос работы Фидия, построили неф нового собора с кафедрой, перегородкой и троном митрополита. Этот трон сохранился по сей день. Он создан из мрамора и украшен скульптурой, изображающей крылатую фигуру — вероятно, ангела. Три новые двери позволяли пройти в бывшую заднюю, западную часть храма, которая теперь выполняла роль притвора с баптистерием и купелью. Чтобы сделать храм более светлым, с каждой стороны высоко от пола добавили несколько окон. Некоторые из них прорубали прямо в скульптурном фризе.
Хотя во внутреннем убранстве храма понадобилось меньше изменений, большинство скульптур античного Парфенона утеряны: те из них, которые можно было приспособить к христианским богослужениям, оставляли, но большинство были уничтожены. Священную восточную часть христианского храма не могла украшать сцена рождения богини Афины. Эти барельефы сняли с фронтона. Ещё более сложной проблемой стали плиты метоп. Снять метопы, расположенные с трёх сторон Парфенона, не повредив при этом самого сооружения, было невозможно. Поэтому изображения на метопах сцены затирали до тех пор, пока они становились неразборчивыми. По мнению исследователей, скульптурный фриз с изображением процессии остался почти невредимым только потому, что был малодоступен для созерцания с главной улицы Акрополя, и сама процессия не имела чётко выраженного языческого характера. Только одна метопа северного фасада (№ 1) оказалась нетронутой: композиция её напоминала христианам сцену Благовещения. На самом же деле она изображала фигуру богини Афины и богини Геры, в которых теперь узнавали Деву Марию и архангела Гавриила. Вероятно, по подобной причине полностью сохранился западный фронтон, который изображал спор между Афиной и Посейдоном за господство в Аттике.
Несмотря на то, что средневековые Афины были провинциальным, бедным городом, афиняне всячески поддерживали великолепие убранства храма. В 1018 году византийский император Василий II Болгаробойца специально посетил Афины, чтобы полюбоваться Собором Пресвятой Афинской Богоматери. Он передал в дар собору драгоценности, захваченные во время войн, среди которых был золотой голубь. Его описал византийский священник и учёный Михаил Хониат, который в 1175 году оставил свою паству в Константинополе и вернулся в Афины, где принял сан митрополита Афинского. Хониат писал об удивительной лампаде в соборе, которая горела день и ночь, а над алтарём размещался символ Святого Духа — золотой голубь с золотой короной — он постоянно вращался вокруг креста.
Вероятно, при предшественнике Хониата здание собора Пресвятой Афинской Богоматери понесло более значительные изменения. Апсида в восточной части была разрушена и отстроена заново. Новая апсида вплотную примыкала к античным колоннам, поэтому центральную плиту фриза демонтировали. Эту плиту с изображением «сцены с пеплосом», позже использованную для постройки укреплений на Акрополе, нашли агенты лорда Элджина, сейчас она экспонируется в Британском музее. При самом Михаиле Хониате внутреннее убранство храма восстанавливали, в том числе роспись Судный день на стене портика, где располагался вход, росписи с изображением Страстей Христовых в притворе, ряд росписей, которые изображали святых и предыдущих афинских митрополитов. Все росписи Парфенона христианской эпохи в 1880-х годах покрыли толстым слоем белил, однако в начале XIX века маркиз Бьютский заказал из них акварели. Именно по этим акварелям исследователи установили сюжетные мотивы росписей и приблизительное время создания — конец XII века. Примерно в то же время потолок апсиды украсили мозаикой, которая за несколько десятилетий обвалилась. Стеклянные фрагменты её также экспонируются в Британском музее.
24 и 25 февраля 1395 года в Афинах побывал итальянский путешественник Никколо да Мартони, который оставил в своей «Книге паломника» (ныне в Национальной библиотеке Франции, Париж) первое после Павсания систематическое описание Парфенона. Мартони представляет Парфенон достопримечательностью исключительно христианской истории, однако главным богатством считает не многочисленные реликвии и почитаемую икону Богородицы, написанную евангелистом Лукой и украшенную жемчужинами и драгоценными камнями, а копию Евангелия, написанную на греческом языке на тонком золочёном пергаменте святой равноапостольной Еленой, матерью Константина Великого, первого византийского императора, что официально принял христианство. Также Мартони повествует о кресте, выцарапанном на одной из колонн Парфенона святым Дионисием Ареопагитом.

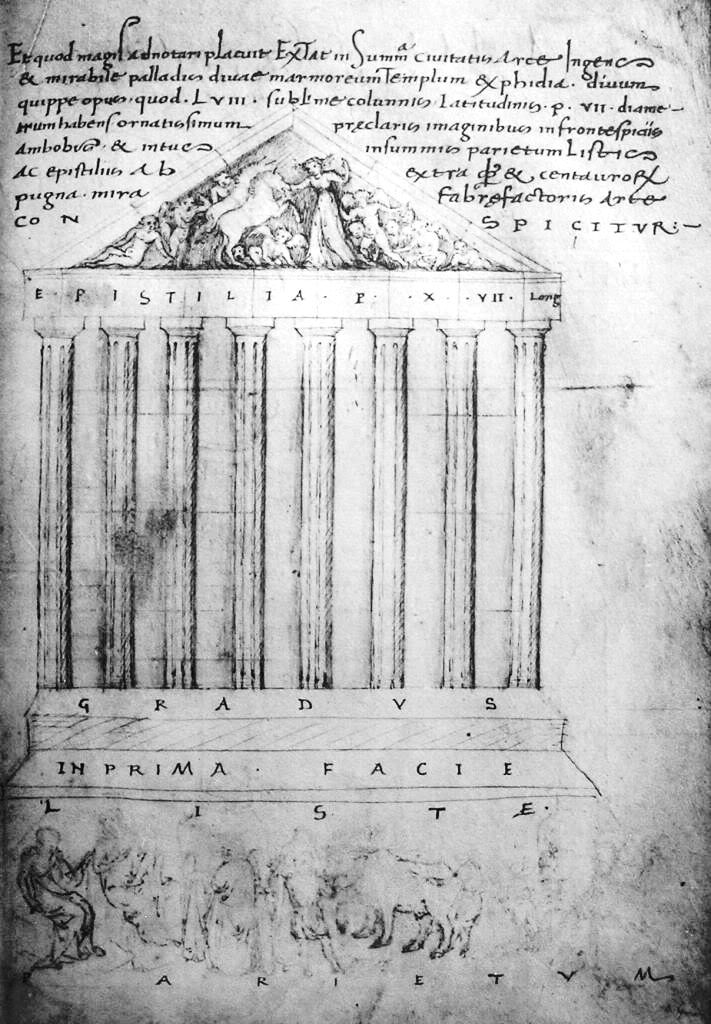
Рисунок Кириака Анконского, который посетил Парфенон в 1436 и 1444 годах. В примечаниях кратко описывает собор и называет его «божественным творением Фидия»

Путешествие Мартони совпало с началом правления семьи Акциайоли, представители которой проявили себя щедрыми благотворителями. Нерио I Акциайоли приказал инкрустировать двери собора серебром; кроме того, он завещал собору весь город, отдавая Афины во владение Парфенона. Наиболее значительное дополнение к собору периода латинократии — башня возле правой части портика, построенная после захвата города крестоносцами. Для её строительства использовали блоки, снятые с задней части усыпальницы римского вельможи на холме Филопаппа. Башня должна была служить колокольней собора, кроме того, её оснастили винтовыми лестницами, которые поднимались до самой крыши. Поскольку башня преградила маленькие двери до притвора, снова начали пользоваться центральным западным входом Парфенона античной эпохи.
Во время правления в Афинах Акциайоли был создан первый, самый ранний из тех, что сохранились доныне, рисунок Парфенона. Его выполнил Чириако ди Пицциколи, итальянский купец, папский легат, путешественник и любитель классики, более известный как Кириак Анконский. Он посетил Афины в 1436 и 1444 годах и остановился в роскошном дворце, в который были превращены Пропилеи, чтобы засвидетельствовать своё уважение к Акциайоли. Кириак оставил подробные заметки и целый ряд рисунков, однако они были уничтожены пожаром 1514 года в библиотеке города Пезаро. Одно из изображений Парфенона уцелело. Оно изображает храм с 8 дорическими колоннами, точно указано расположение метоп — epistilia, верно изображён фриз с отсутствующей центральной метопой — listae parietum. Здание сильно вытянуто, а скульптуры на фронтоне изображают сцену, не похожую на спор Афины и Посейдона. Это дама XV века с парой лошадей, вставших на дыбы, в окружении ренессансных ангелов. Само описание Парфенона довольно точное: количество колонн — 58, а на метопах, что сохранились лучше, как верно предполагает Кириак, изображена сцена борьбы кентавров с лапифами. Кириаку Анконскому принадлежит и самое первое описание скульптурного фриза Парфенона, на котором, как он считал, изображены афинские победы эпохи Перикла.

## Мечеть

### История

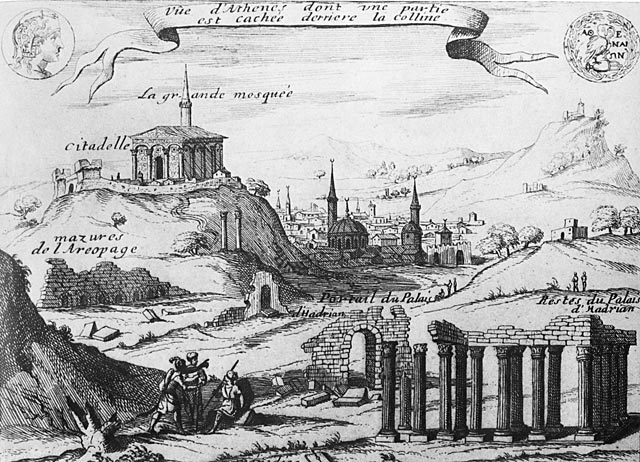
Парфенон после прибытия в Афины Франческо Морозини, рисунок 1672—1676 гг. Неизвестный венецианский автор изображает Парфенон мечетью с минаретом, однако с неверным количеством колонн — 4 на 5.

В 1458 году Афины завоёваны Османской империей под руководством султана Мехмета II — безжалостного завоевателя и в то же время эрудита, ценителя искусств. К концу своего правления Мехмет II Фатих завладел всей Грецией и Балканами, планировал покорение Родоса, Южной Италии. С другой стороны, он собирал библиотеки, заказывал картины и скульптуры у ведущих итальянских мастеров. Как гласит предание, когда Мехмет II вступил в Афины, его поразило величие и изящество Акрополя. Тем не менее, на холме разместился турецкий гарнизон, а во флорентийском палаццо, в который превратили Пропилеи, поселился дисдар — военный комендант. В небольшом храме Эрехтейоне обустроили султанский гарем. Парфенон почти сразу превратили в мечеть. В минарет превратили колокольню, заменили христианское убранство храма и забелили наиболее характерные христианские символы росписи.
В начале турецкого правления Афины и Акрополь исчезли из маршрутов западно-европейских путешественников: серьёзным препятствием стали периодически возобновляемые в 16 и XVII веках военные действия между венецианцами и османами. Если же кто и отваживался путешествовать Восточным Средиземноморьем, то посетить достопримечательности Афин было практически невозможно, турецкий гарнизон пресекал вход посторонних на Акрополь. В 1632 году французский путешественник писал, что Парфенон превращён в мечеть, и утверждал, что храм имеет овальную форму, вероятно, из-за того, что он осматривал его со значительного расстояния. В 1675 году лондонцы Жакоб Спон и его друг Джордж Велер, чтобы осмотреть Акрополь, подкупили охранника-турка, предложив ему кофейные зерна. Велер писал:
Старый вояка, что охранял замок, товарищ и поверенное лицо дисдара, всё-таки пропустил нас за три меры кофе, две из которых он отдал дисдару, а одну оставил себе.

### Перестройки и отделка
Наиболее подробное описание Парфенона османского периода принадлежит Эвлии Челеби, турецкому дипломату и путешественнику. Он посетил Афины несколько раз на протяжении 1630—1640-х гг. Эвлия Челеби отмечал, что преобразование христианского Парфенона в мечеть не слишком отразилось на его внутреннем виде. Основной особенностью храма оставался балдахин над алтарем. Также он описывал, что четыре колонны из красного мрамора, которые поддерживали балдахин, отполированы до блеска. Пол Парфенона изложен отполированными мраморными плитами до 3 м каждая. Каждый из блоков, которые украшали стены, мастерски совмещен с другим таким образом, что граница между ними незаметна глазу. Челеби отметил, что панели на восточной стене храма настолько тонкие, что способны пропускать солнечный свет. Эту особенность упоминали также Спон и Дж. Велер, предположив, что на самом деле этот камень — фенгит, прозрачный мрамор, который по свидетельству Плиния, был любимым камнем императора Нерона. Эвлия вспоминает, что серебряная инкрустация главных дверей христианского храма снята, а античные скульптуры и росписи покрыты белилами, хотя слой белил тонок и можно разглядеть сюжет росписи. Далее Эвлия Челеби приводит список персонажей, перечисляя героев языческой, христианской и мусульманской религий: демоны, сатана, дикие звери, дьяволы, волшебницы, ангелы, драконы, антихристы, циклопы, чудовища, крокодилы, слоны, носороги, а также Херувим, архангелы Гавриил, Серафим, Азраил, Михаил, девятое небо, на котором находится престол Господа, чаши весов, взвешивающие грехи и добродетели.
Эвлия не приводит описание мозаик, выполненных из золотых кусков и осколков разноцветного стекла, которые позже найдут в ходе раскопок на Афинском акрополе. Однако мозаику вскользь упоминают Ж. Спон и Дж. Велер, более детально описывая изображения Девы Марии в апсиде за алтарем, которое сохранилось от предыдущей христианской эпохи. Они рассказывают и о предании, по которому у турка, что выстрелил во фреску Марии, отсохла рука, поэтому османы решили больше не вредить храму.
Начиная с 1660 года наступил период мира между венецианцами и османами, и Афины снова начали посещать путешественники. Распространенными стали не только путевые записки, но и исследования греческого античного наследия. Наряду с оригинальными произведениями случались подделки. Так, Андре-Жорж Гийе де ла Гиетьер никогда не бывал в Греции, однако в 1669 году написал книгу, основываясь на документах и сказаниях других авторов. В 1674 году Афины посетил Шарль Олье, маркиз де Нуантель, французский посол в Османской империи, который имел при себе среди художника — Жака Каррея, который создал серию рисунков уцелевших скульптур Парфенона. Хотя они идеализированы и созданы под влиянием эстетики эпохи Возрождения, все же они соответствуют современному представлению археологической точности.

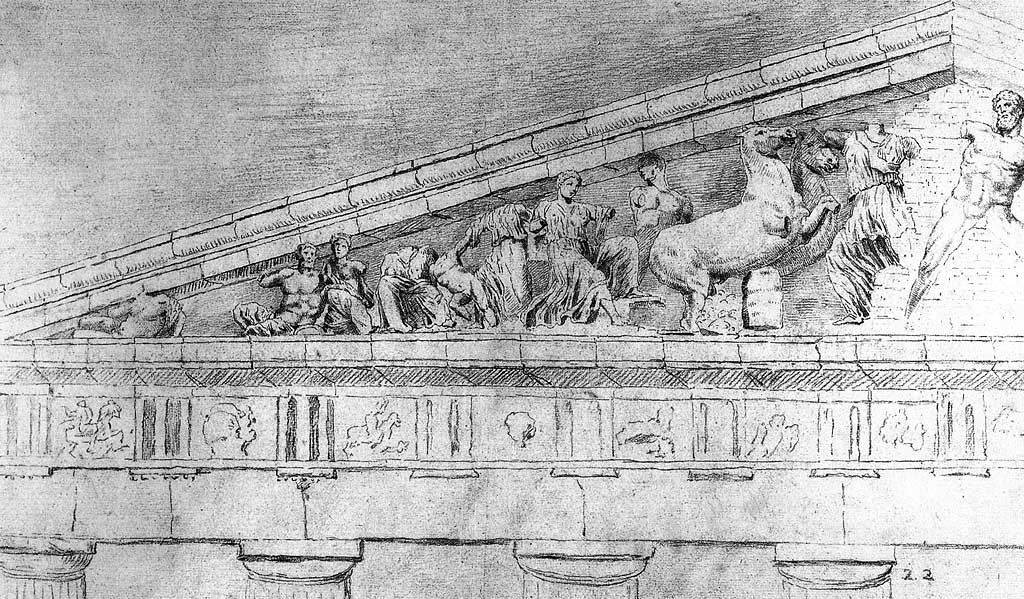
Рисунки Жака Каррея. Левый фрагмент и правый фрагмент…
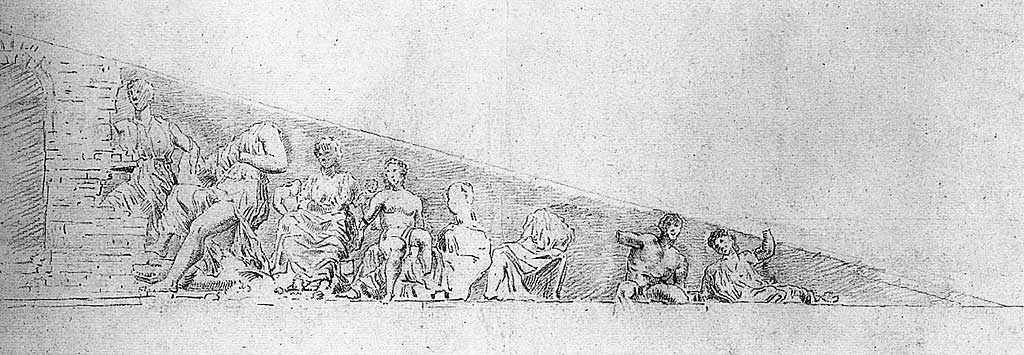
западного фронтона Парфенона, который изображал спор Афины с Посейдоном

### Разрушение

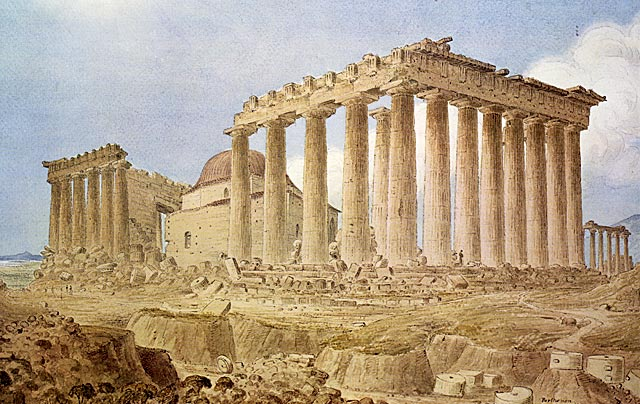
Разрушенный Парфенон с новой, небольшой мечетью. Джеймс Скин, 1838

Мир между турками и венецианцами оказался непродолжительным. Началась новая турецко-венецианская война. В сентябре 1687 года Парфенон потерпел самый страшный удар: венецианцы под руководством дожа Франческо Морозини захватили укрепленный турками Акрополь. 26 сентября шведский генерал Отто-Вильгельм Кёнигсмарк, который стоял во главе венецианской армии, отдал приказ обстрелять Акрополь из пушек на холме Филопаппа. Когда пушки выстрелили в Парфенон, который служил османам пороховым складом, тот взорвался, и часть храма моментально превратилась в руины. В предыдущие десятилетия турецкие пороховые склады неоднократно взрывались. В 1645 году в склад, обустроенный в Пропилеях акрополя, попала молния, при этом погиб дисдар и его семья. В 1687 году, когда на Афины напали венецианцы совместно с армией союзнической Священной Лиги, турки решили расположить свои боеприпасы, а также скрыть детей и женщин, в Парфеноне. Они могли рассчитывать на толщину стен и перекрытий или надеяться на то, что противник-христианин не будет обстреливать здание, которое несколько веков служило христианским храмом.
Судя по следам обстрела только на западном фронтоне, в Парфенон попало около 700 орудийных ядер. Погибло не менее 300 человек, их останки нашли в ходе раскопок в XIX веке. Центральная часть храма была разрушена, в том числе 28 колонн, фрагмент скульптурного фриза, внутренние помещения, которые некогда служили христианской церковью и мечетью; крыша в северной части развалилась. Западный фронтон оказался почти невредимым, и Франческо Морозини пожелал вывезти в Венецию его центральные скульптуры. Однако леса, которыми пользовались венецианцы, во время работ развалились, а скульптуры разрушились, упав на землю. Несколько осколочных фрагментов всё-таки вывезли в Италию, остальные остались на Акрополе. С этого времени история Парфенона становится историей руин. Свидетелем разрушения Парфенона стала Анна Очерьельм, фрейлина графини Кёнигсмарк. Она описала храм и момент взрыва. Вскоре после окончательной капитуляции турок, прогуливаясь по Акрополю, среди руин мечети она нашла арабский манускрипт, что был передан братом Анны Очерьельм в библиотеку шведского города Уппсала. Поэтому после своей двухтысячелетней истории Парфенон больше не мог использоваться как храм, поскольку был разрушен гораздо сильнее, чем можно представить, увидев его сегодняшний вид — результат многолетней реконструкции. Джон Пентланд Махаффи, который посетил Парфенон за несколько десятилетий до начала восстановительных работ, отметил:
Если смотреть снизу, из города, то передний и задний фасады храма кажутся остатками двух различных зданий.
С политической точки зрения, разрушение Парфенона нанесло минимальные последствия. Через несколько месяцев после победы венецианцы отказались от власти над Афинами: им не хватало сил для дальнейшей защиты города, а эпидемия чумы сделала Афины вполне непривлекательной целью для захватчиков. Турки снова обустроили гарнизон на Акрополе, правда, меньших масштабов, среди руин Парфенона, и возвели новую небольшую мечеть. Её можно увидеть на первой из известных фотографий храма, созданной в 1839 году.

## От разрушения к реконструкции

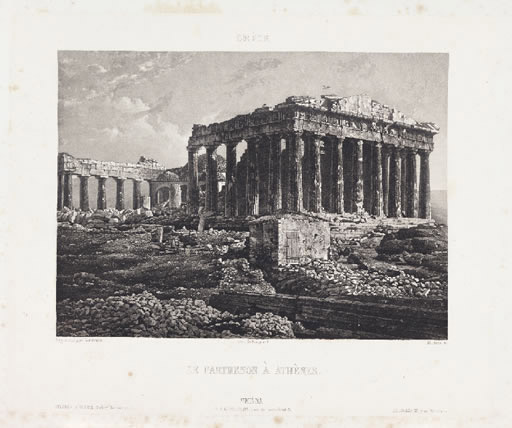
Наиболее ранняя из известных фотография Парфенона 1839 года, внутри — остатки новой мечети, возведённой среди руин храма

В период упадка Османской империи Парфенон, лишившись защиты, разрушался все больше. Афиняне использовали обломки храма для собственного строительства, толкли мрамор на известь, выламывали целые куски храма, чтобы достать свинцовые скобы. В то же время европейцы получили почти беспрепятственный доступ к Афинам и Парфенону в частности. Почти век продолжалась охота на его уцелевшие фрагменты и скульптуры. Большинство путешественников представляли собой довольно скромных коллекционеров античности, они вывозили в своих чемоданах за границу небольшие скульптурные фрагменты. Некоторые из них сейчас можно увидеть в музеях различных стран мира, однако судьба большинства остаётся неизвестной. Французский посол и знаток классического искусства Огюст де Шуазёль-Гуфье в 1780-х годах, используя свои связи, завладел метопой и фрагментом фриза Парфенона. Сейчас они экспонируются в Лувре. Агент графа Шуазёль-Гуфье пытался вывезти и вторую метопу, однако корабль захватил лорд Нельсон, а метопу позже приобрёл лорд Элгин.

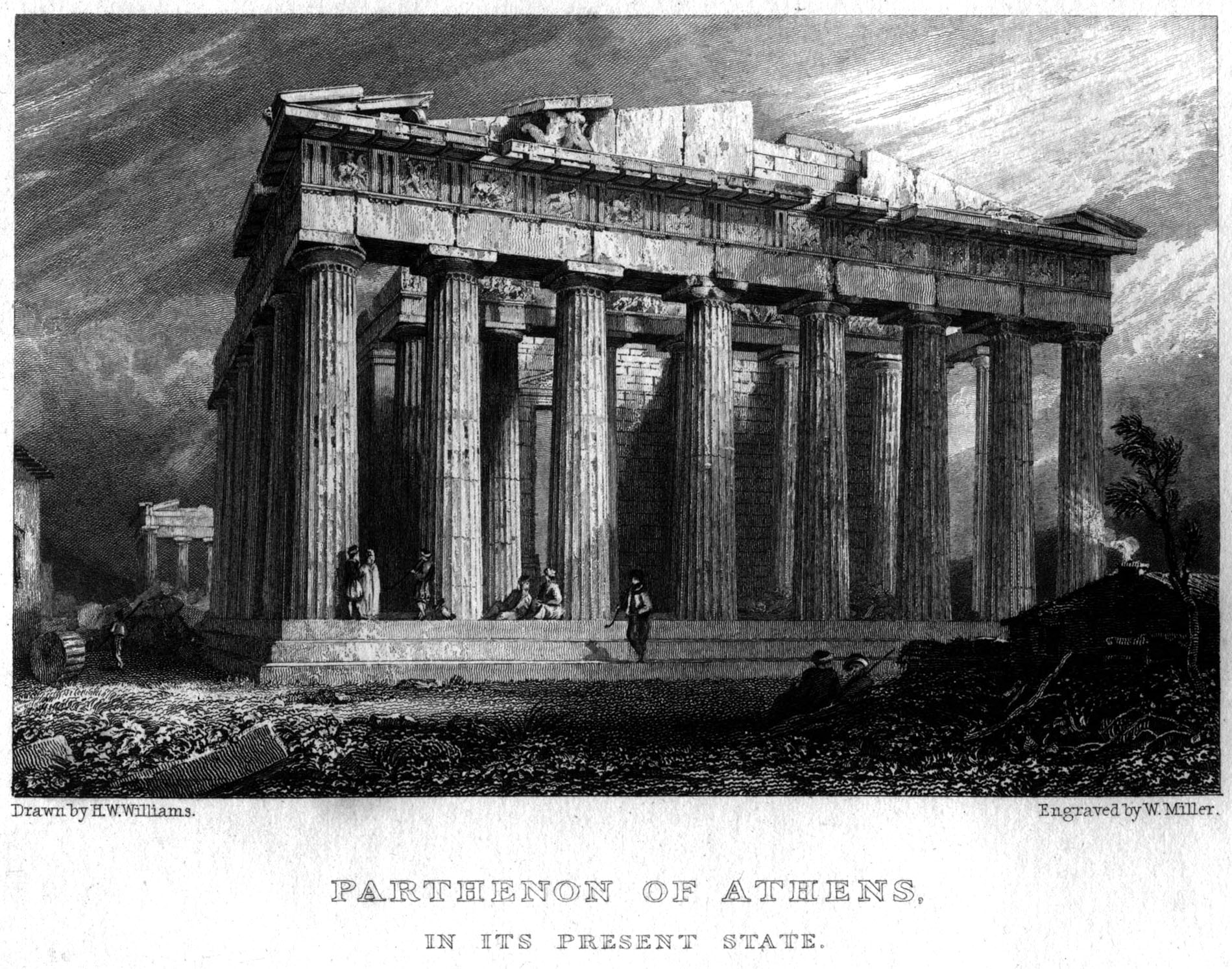
Парфенон после Греческой революции (1820-е). Гравюра В. Миллера (1829) с работы Х. В. Вильямса (1822)

Среди первых исследователей Парфенона были британцы археолог Джеймс Стюарт и архитектор Николас Реветт. Стюарт первым опубликовал рисунки, описание и чертежи с измерениями Парфенона для Общества дилетантов в 1789 году. Кроме того известно, что Джеймс Стюарт собрал немалую коллекцию античных древностей Афинского акрополя и Парфенона. Груз отправил морем в Смирну, далее след коллекции теряется. Однако один из фрагментов фриза Парфенона, вывезенный Стюартом, нашли в 1902 году закопанным в саду поместья Колн-Парк в графстве Эссекс, который унаследовал сын Томаса Эстла, антиквара, попечителя Британского музея.
В 1801 году британский посол в Константинополе Томас Брюс лорд Элгин получил разрешение султана сделать чертежи и создать копии древностей Афинского акрополя. Агенты лорда Элгина на протяжении 1801—1811 гг. (сам он большую часть этого периода находился за пределами Греции) вывезли около половины уцелевших скульптур храма: некоторые из них упали и подбирались у подножия Парфенона, другие (самые известные и узнаваемые ныне) вынесли непосредственно из здания. Действия лорда Элгина и ныне встречают различные оценки. Он мог убеждать себя, что спасает скульптуры от опасности, поскольку не грабил место археологических раскопок в современном понимании — Парфенон и Акрополь в целом слишком обветшали. В то же время нельзя исключать самолюбивые амбиции и жажду обрести славу того, кто привезёт в Британию шедевры античного греческого искусства, поскольку наряду со скульптурами Парфенона, агенты Элгина вывезли в Лондон одну из шести кариатид Эрехтейона, обломки фриза, а также фрагменты архитектурных сооружений других греческих областей. В 1801 году лорд Элгин похвастался в письме из Константинополя:
Бонапарт не получил таких богатств от всех грабежей в Италии, как я.
Оригинальный текст (англ.)Bonaparte has not got such a thing from all his thefts in Italy.

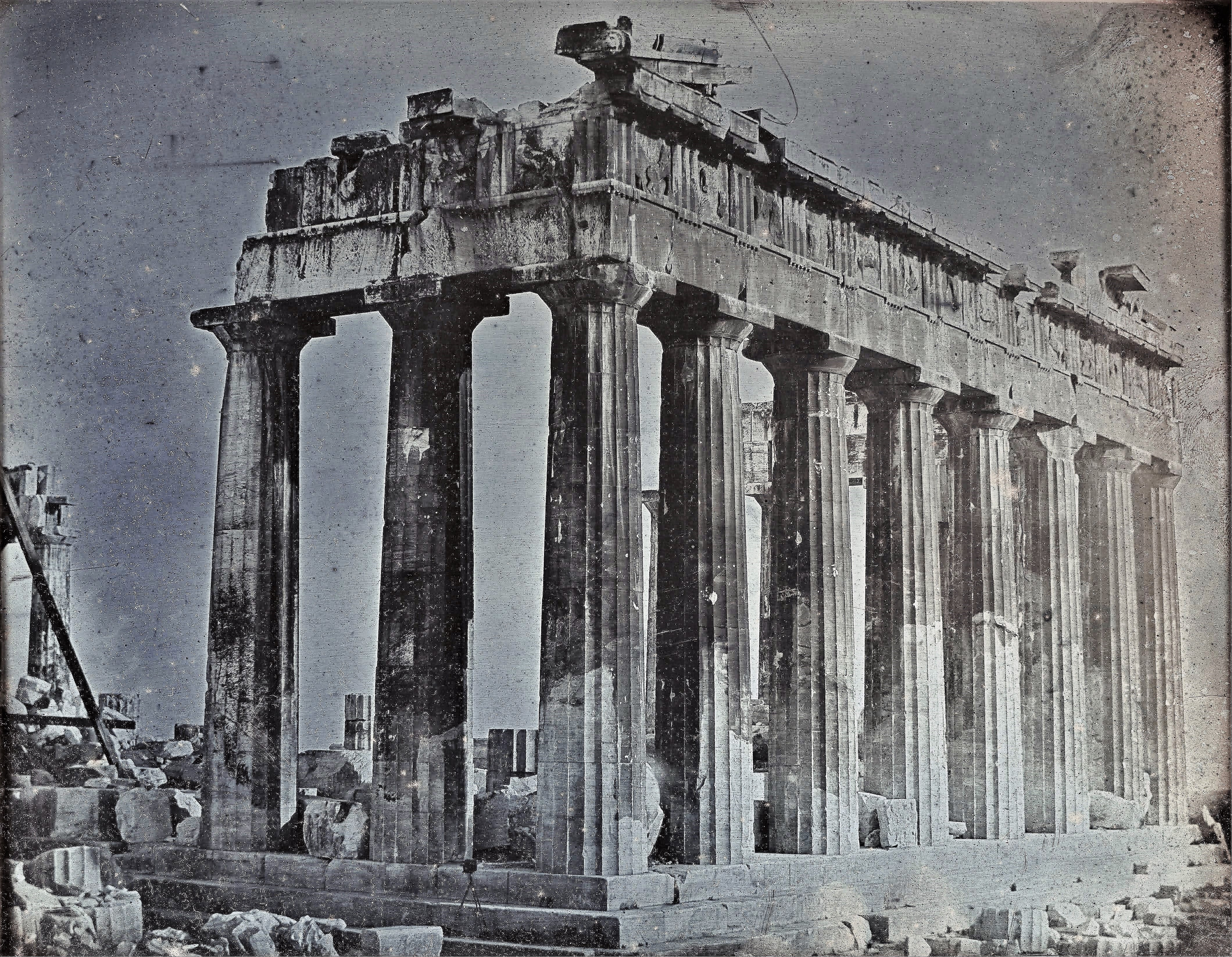
Одна из первых фотографий (дагеротип) Парфенона, выполненная в 1842 году Жозефом‑Филибером Жиро де Пранже. В кадре - фасад и колоннада северного фронтона Парфенона.

До сих пор остаётся невыясненной и юридическая сторона дела. Действия лорда Элгина и его агентов регулировались фирманом султана. Противоречили ли они ему, невозможно установить, поскольку оригинал документа не найден, известен только его перевод на итальянский, выполненный для Элгина при османском дворе. В итальянском варианте разрешается осуществлять измерения и зарисовывать скульптуры, используя лестницы и строительные леса; создавать гипсовые слепки, откапывать фрагменты, похороненные под почвой во время взрыва. Перевод ничего не повествует о разрешении или запрете снимать скульптуры с фасада или подбирать те, что упали. Оспаривается законность удаления. Доподлинно известно, что уже среди современников Элгина большинство критиковали по крайней мере использование резцов, пил, верёвок и блоков для снятия скульптур, поскольку таким образом разрушались уцелевшие части здания.Ирландский путешественник, автор нескольких работ по античной архитектуре Эдвард Додвелл писал:
Я чувствовал невыразимое унижение, став свидетелем того, как Парфенон лишали его лучших скульптур. Я видел, как снимают несколько метоп с юго-восточной части здания. Чтобы поднять метопы, пришлось сбросить на землю защищавший их замечательный карниз. Такая же судьба постигла и юго-восточный угол фронтона.
Оригинальный текст (англ.)I had the inexpressible mortification of being present, when the Parthenon was despoiled of its finest sculptures. I saw several metopes at the south east extremity of the temple taken down. They were fixed in between the triglyphs as in a groove; and in order to lift them up, it was necessary to throw to the ground the magnificent cornice by which they were covered. The south east angle of the pediment shared the same fate.

## Независимая Греция

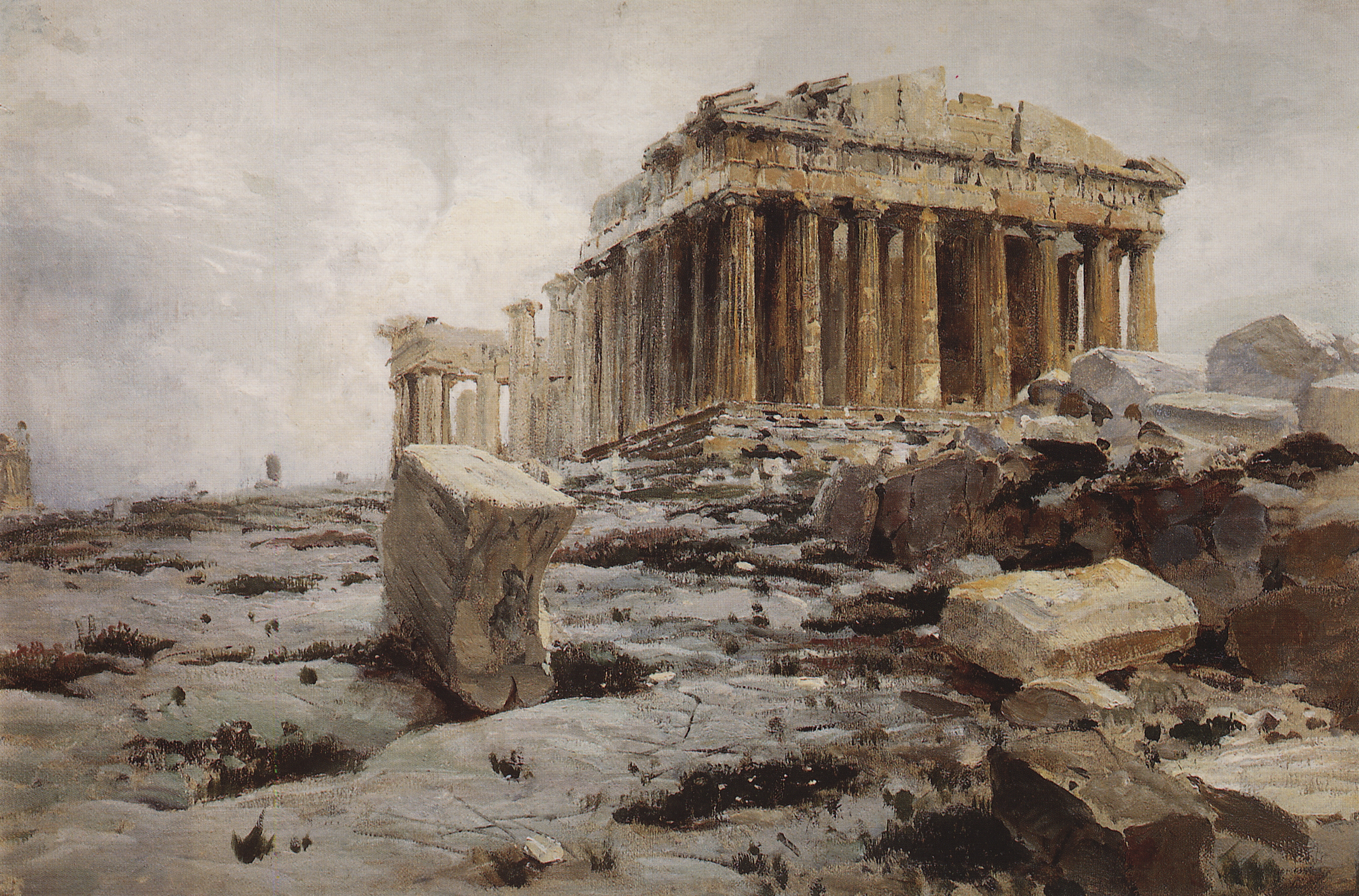
Парфенон на картине В.Д.Поленова, нач.1880-х гг.

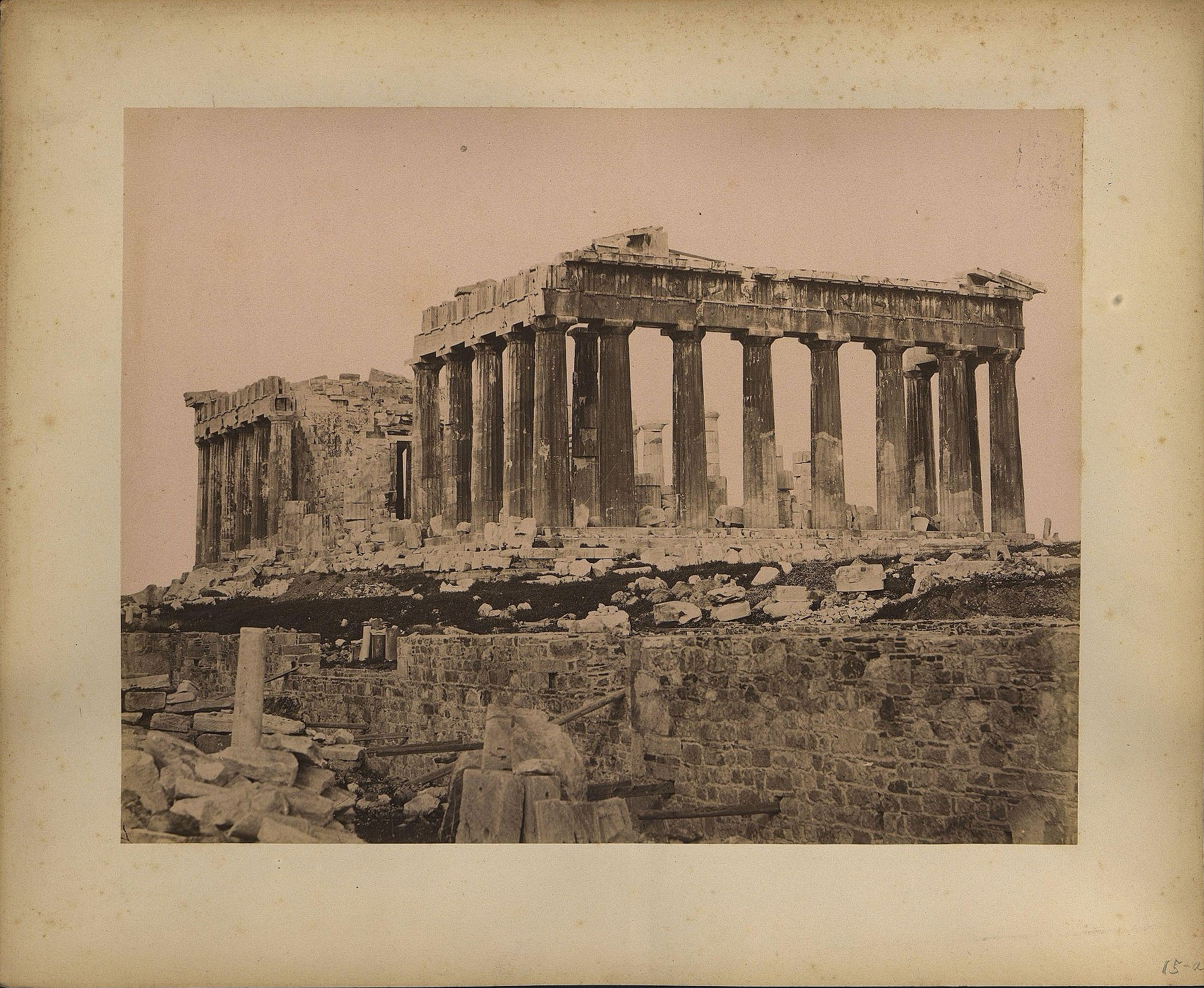
Парфенон на Акрополе. Фото ~1880-х гг.

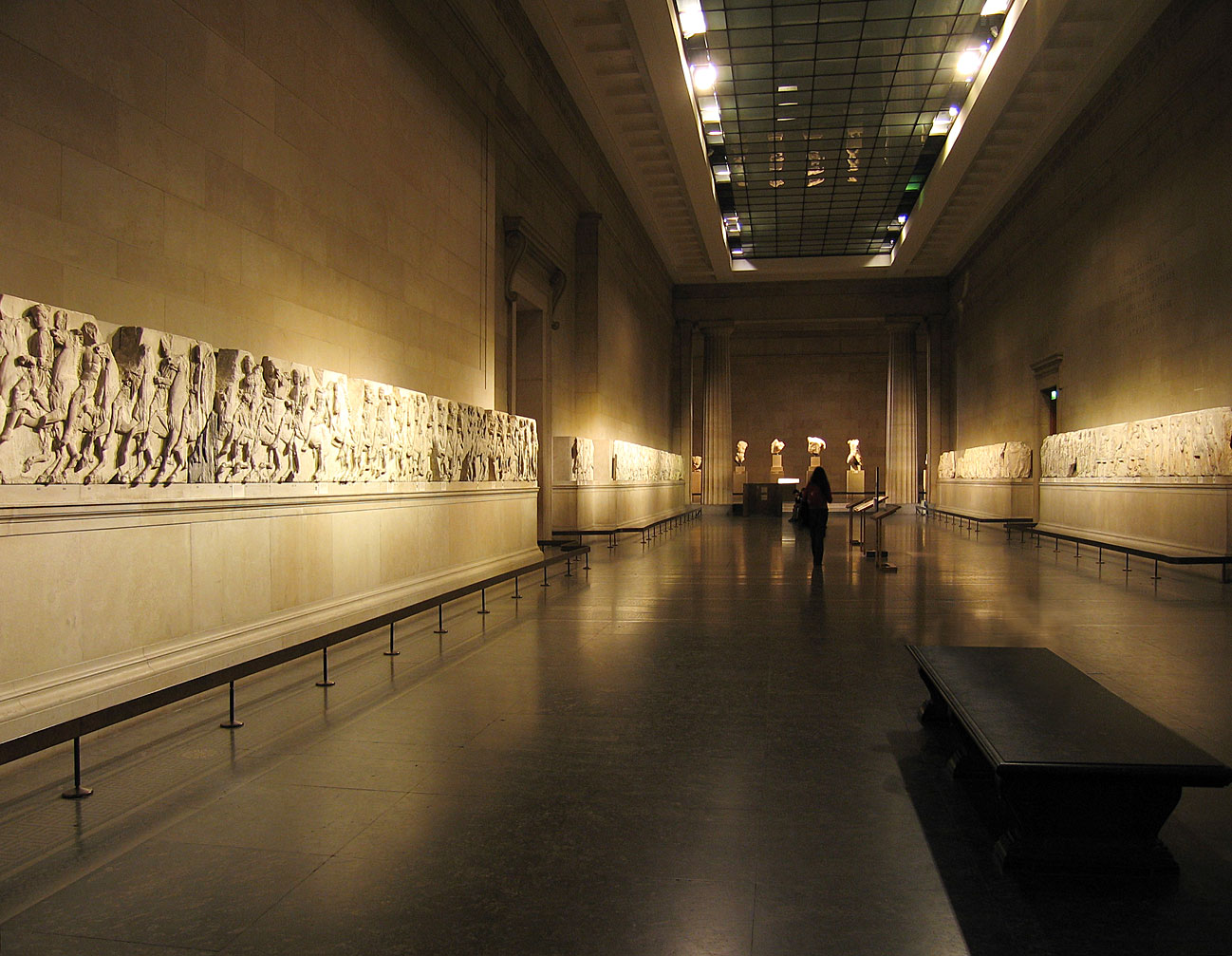
Зал Дювина в Британском музее, в котором экспонируются Мраморы Элджина

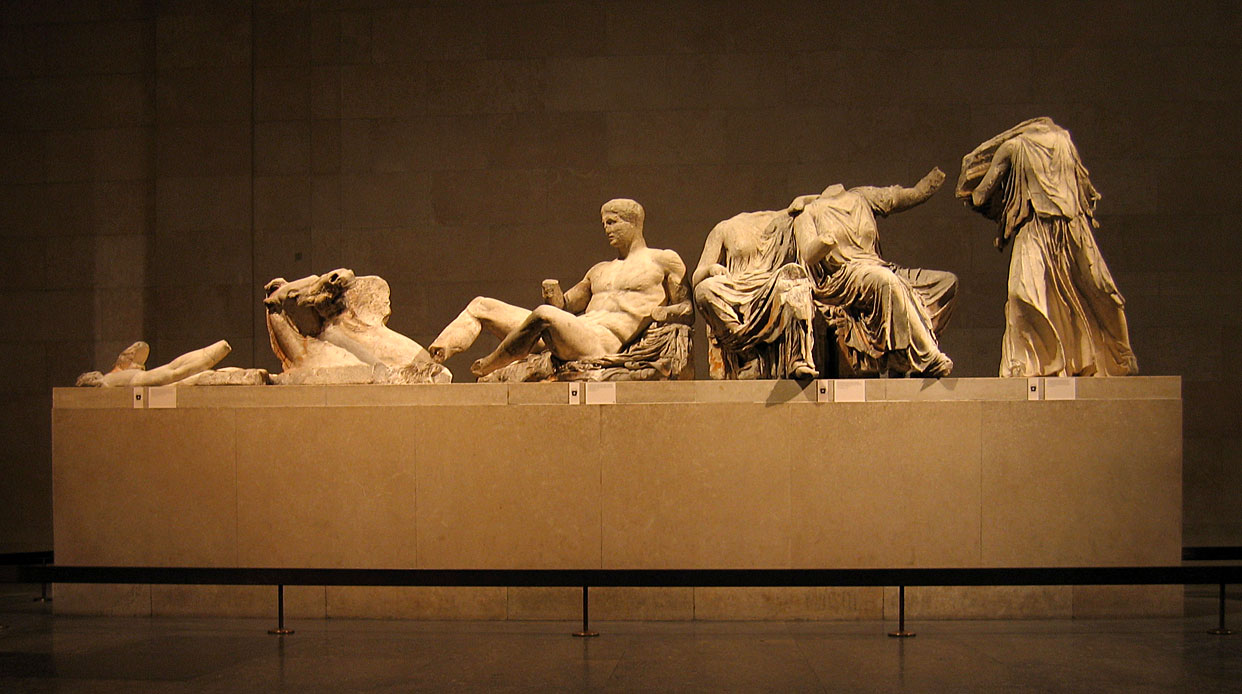
Некоторые скульптуры восточного фронтона, вывезенные лордом Элджином в Лондон, Британский музей

Афины присоединились к независимому Королевству Греция в 1832 году. 28 августа 1834 года во время пышной церемонии в баварском стиле Парфенон официально провозгласили памятником античного наследия. Молодой король Оттон, уже в качестве главы государства, под звуки оркестра вошёл в Парфенон, где с речью выступил Лео фон Кленце, провозгласив достопримечательности древнегреческого искусства наиболее важными символами молодого государства. Так в истории Парфенона началась эпоха археологии и реставрации.
В 1835 году баварский гарнизон покинул Афины, и Акрополь перешёл под контроль новообразованной Греческой археологической службы. Через полвека на Акрополе не осталось ни одного следа «варварского присутствия». Сразу разрушили остатки турецкого поселения, включая минарет у Парфенона; снесли остатки ренессансного палаццо, римские скульптуры Акрополя, а также Франкскую башню. К 1890 году раскопки настолько продвинулись, что достигли материнской породы холма. Поэтому на Афинском акрополе можно увидеть лишь то, что решили оставить археологи XIX века: несколько памятников V века до н. э. на фоне опустошения, почти полностью лишённые своей более поздней истории. Такой подход вызвал нарекания среди современников. Особый резонанс приобрело разрушение в 1875 году Франкской башни. Английский историк Эдуард Август Фриман писал:
Крайне ограничено видеть в афинском Акрополе только место, где, как в музее, можно посмотреть только великие творения эпохи Перикла… По крайней мере, нельзя допускать, чтобы люди, которые называют себя учёными, по собственному почину причиняли бессмысленное разрушение.
Оригинальный текст (англ.)It is but a narrow view of the Akropolis of Athens to look on it simply as the place where the great works of the afe of Perikles may be seen as models in a museum… At all events, let not men callins themselves scholars lend themselves tj such deeds of wanton destruction.
Однако официальная археологическая политика оставалась неизменной до 1950-х годов, когда предложение убрать лестницу в средневековой башне в западной части Парфенона резко отклонили. В то же время разворачивалась программа реставрации внешнего вида храма. Ещё в 1840-х годах частично восстановили четыре колонны северного фасада и одну колонну южного фасада. 150 блоков вернули на место в стены внутренних помещений храма, остальное пространство заполнили современным красным кирпичом. Больше всего активизировало работы землетрясение 1894 года, которое в значительной мере разрушило храм. Первый цикл работ завершили в 1902 году, их масштабы были довольно скромными, и они проводились под эгидой комитета международных консультантов. До 1920-х годов и долгое время после главный инженер Николаос Баланос работал уже без внешнего контроля. Именно он начал программу восстановительных работ, рассчитанную на 10 лет. Планировалось полностью реставрировать внутренние стены, укрепить фронтоны и установить гипсовые копии скульптур, вывезенных лордом Элджином. В конце концов наиболее значимым изменением стало воспроизведение длинных секций колоннад, которые соединяли восточный и западный фасады.

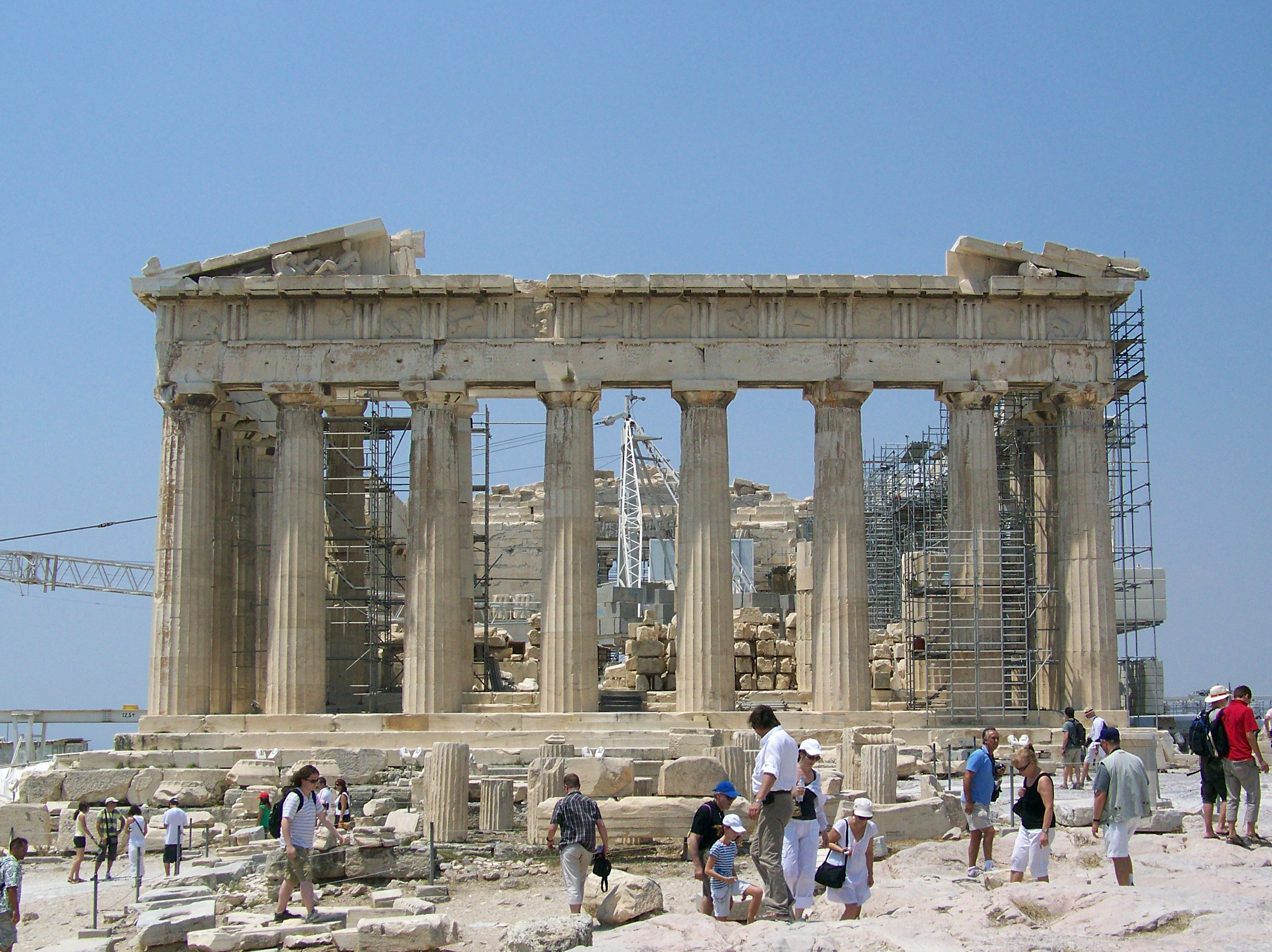
Реставрация Парфенона, восточный фасад, 2008 год

Благодаря программе Баланоса разрушенный Парфенон приобрёл свой современный вид. Впрочем, с 1950-х годов, уже после его смерти, достижения неоднократно подвергались критике. Во-первых, не осуществлялись попытки вернуть блоки на их первоначальное место. Во-вторых, и это самое важное, Баланос использовал для соединения античных мраморных блоков железные стержни и скобы. Со временем они заржавели и деформировались, из-за чего блоки растрескивались. В конце 1960-х годов в дополнение к проблеме креплений Баланоса ярко проявились результаты воздействия окружающей среды: загрязнённый воздух и кислотные дожди повредили скульптуры и рельефы Парфенона. В 1970 году в докладе ЮНЕСКО предлагались самые разнообразные пути спасения Парфенона, в том числе заключение холма под стеклянный колпак. В конце концов в 1975 году учреждён комитет, который осуществляет контроль за сохранением всего комплекса Афинского акрополя, а в 1986 году начали работы по демонтажу железных креплений, примененных Баланосом, и заменили их на титановые. В период 2009—2012 годов греческие власти планируют реставрировать западный фасад Парфенона. Часть элементов фриза заменят копиями, оригиналы перевезут в экспозиции Нового музея Акрополя. Главный инженер работ Манолис Коррес считает первоочередной задачей залатать дыры от пуль, выпущенных по Парфенону в 1821 году во время Греческой революции. Также реставраторы должны оценить ущерб, нанесенный Парфенону сильными землетрясениями 1981 и 1999 годов. В результате консультаций решено, что к моменту завершения восстановительных работ внутри храма можно будет увидеть остатки апсиды христианской эпохи, а также постамент статуи богини Афины Парфенос; не меньшее внимание реставраторы будут уделять следам от венецианских ядер на стенах и средневековым надписям на колоннах.
Важным вопросом для греческого правительства на современном этапе является также возвращение мраморов Элджина, которые в настоящее время представляют собой один из центров экспозиции Британского музея. Ещё в начале 1980-х гг. министр культуры Греции Мелина Меркури начала кампанию по возвращению мраморов Парфенона в Грецию. Она неоднократно встречалась с руководством Британского музея, британскими парламентариями и учёными. В 1999 году состоялась конференция, на которой велась академическая дискуссия о безответственной «очистке» скульптур Джозефом Дювином. Именно действия Дювина значительно ослабили позицию Британского музея, который утверждал, будто на самом деле он спас скульптуры от небытия, обеспечив им достойные условия хранения. В 2000 году состоялось слушание Специального комитета по делам культуры, средств массовой информации и спорта Британского парламента по делу незаконного овладения Британским музеем мраморов Парфенона. Греческую сторону в конфликте представляли, в частности, Йоргос Папандреу, тогдашний министр иностранных дел Греции, французский кинорежиссёр Жюль Дассен, муж Мелины Меркури. 4 мая 2007 года в Лондоне состоялась встреча советников обоих правительств, однако договорённости достигнуто не было. Между тем в 2006 году немецкий Гейдельбергский университет стал первой европейской организацией, которая передала грекам незаконно вывезенный некогда фрагмент античного шедевра.
В июне 2009 года в Афинах открылся Новый музей Акрополя — один из самых современных музеев в мире, который в состоянии обеспечить мраморам Парфенона достойные условия хранения. Британский музей выдвинул предложение Новому музея Акрополя вернуть оригиналы как музейный заём и при условии признания греческим правительством Британского музея их законным владельцем. Греция отвергла это предложение, поскольку его принятие означало бы прощение факта кражи мраморных скульптур более 200 лет назад. Одновременно в Интернете появилось несколько проектов электронной петиции за возвращение скульптур Парфенона в Грецию, которая будет направлена правительству и Парламенту Великобритании, в Британский Музей в Лондоне, Европейский Парламент, Совет Европы и Еврокомиссию, в ООН и ЮНЕСКО — например, Unite the Marbles и Bring Them Back.
3 марта 2011 года в газете «Элефтеротипия» греческие археологи сообщили о находке 5 фрагментов фриза Парфенона на южной стене Акрополя, вероятно, использовавшихся как строительный материал во время первой реконструкции стен в XVIII веке. До сих пор они считались навсегда потерянными во время взрыва храма в 1687 году.

Восстановление
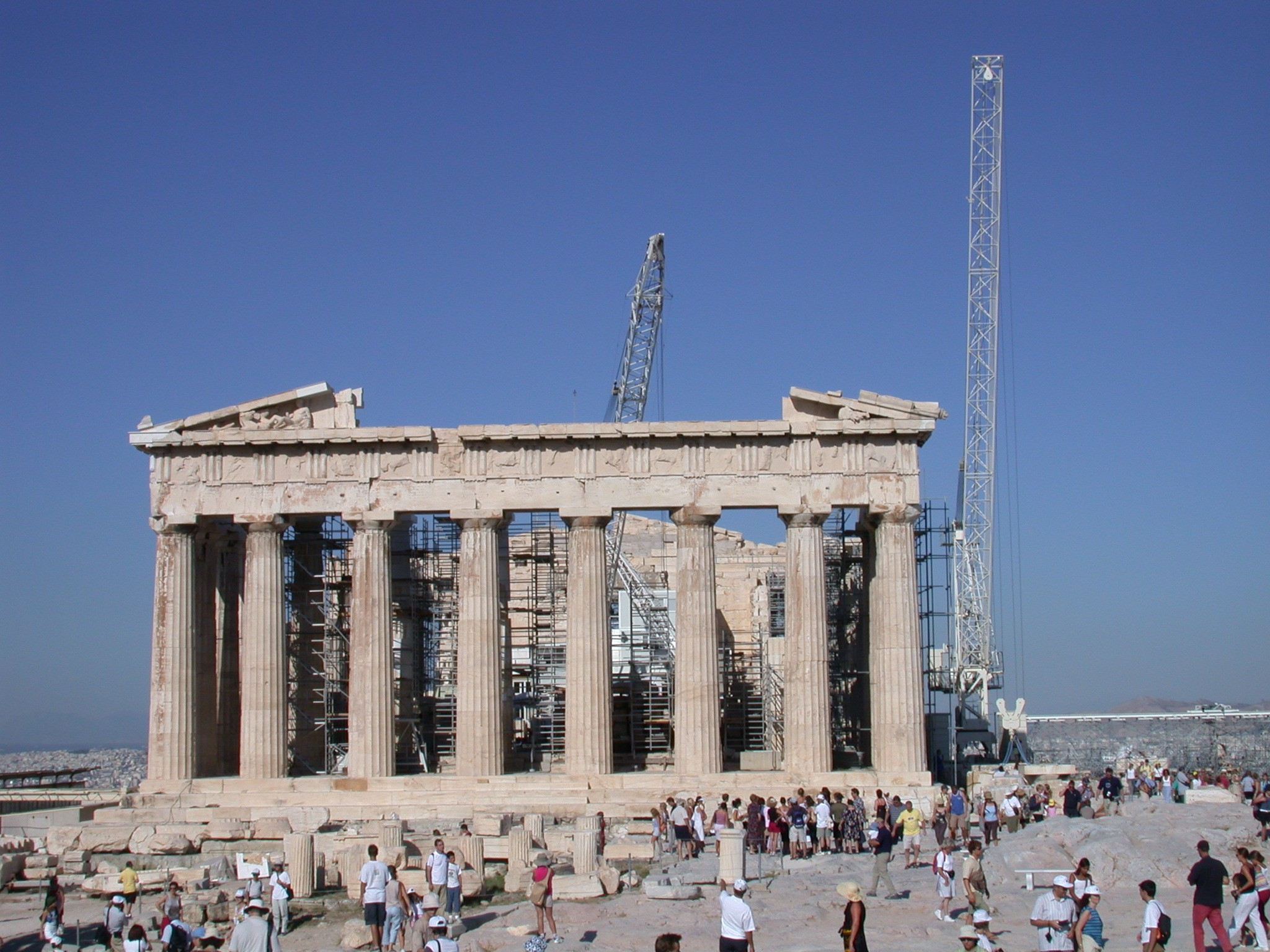
Реставрационные работы в 2002 году
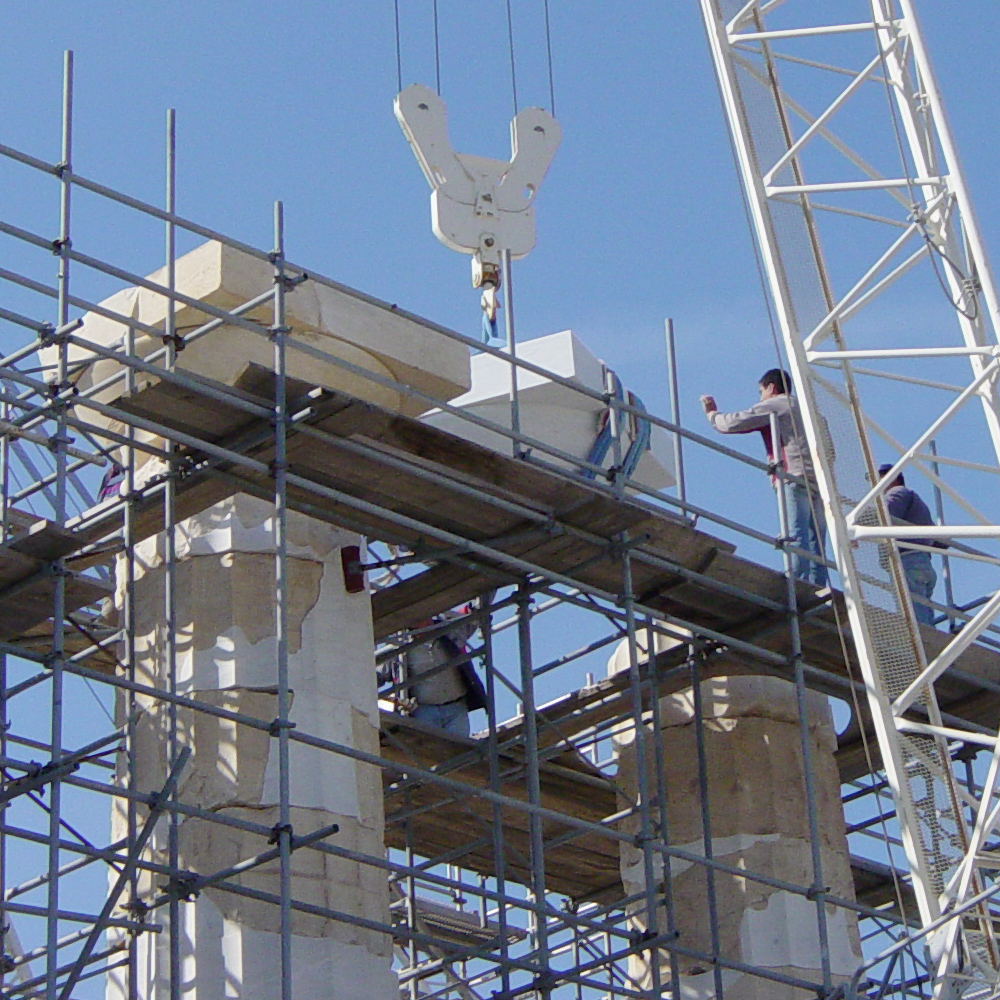
Ведётся работа в 2007 году
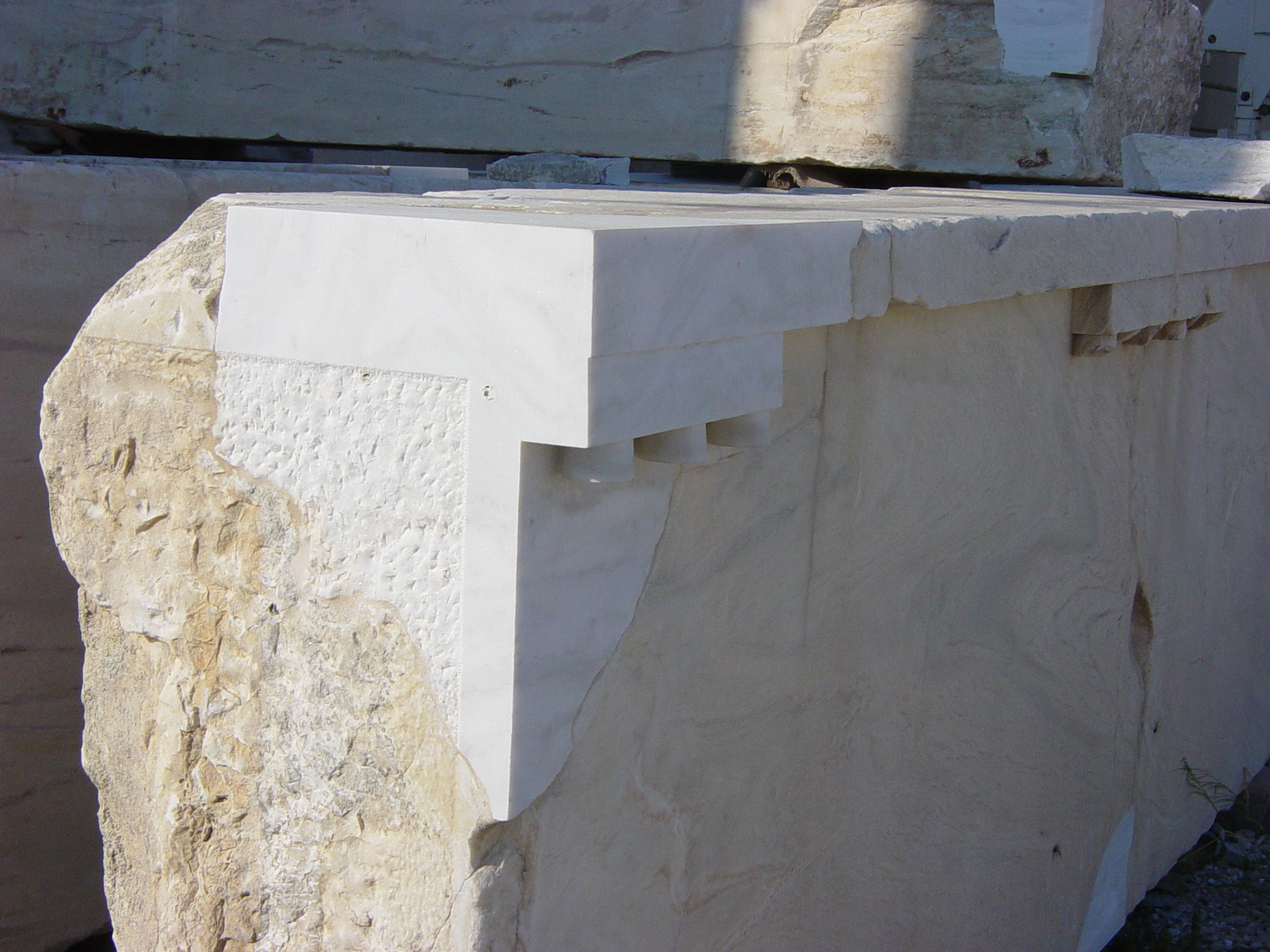
Реконструированный блок архитрав
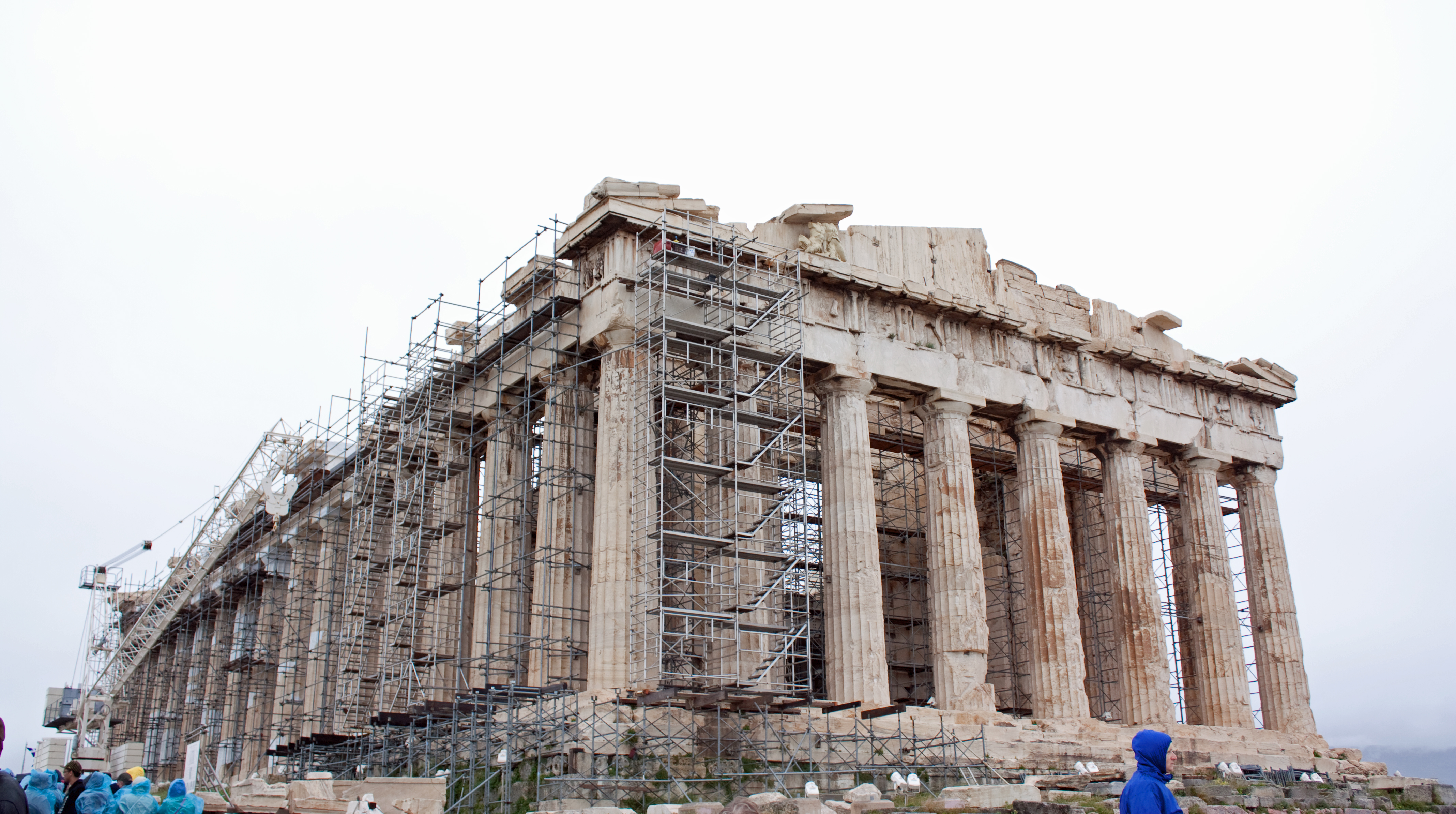
Масштабная реставрация в 2010 году
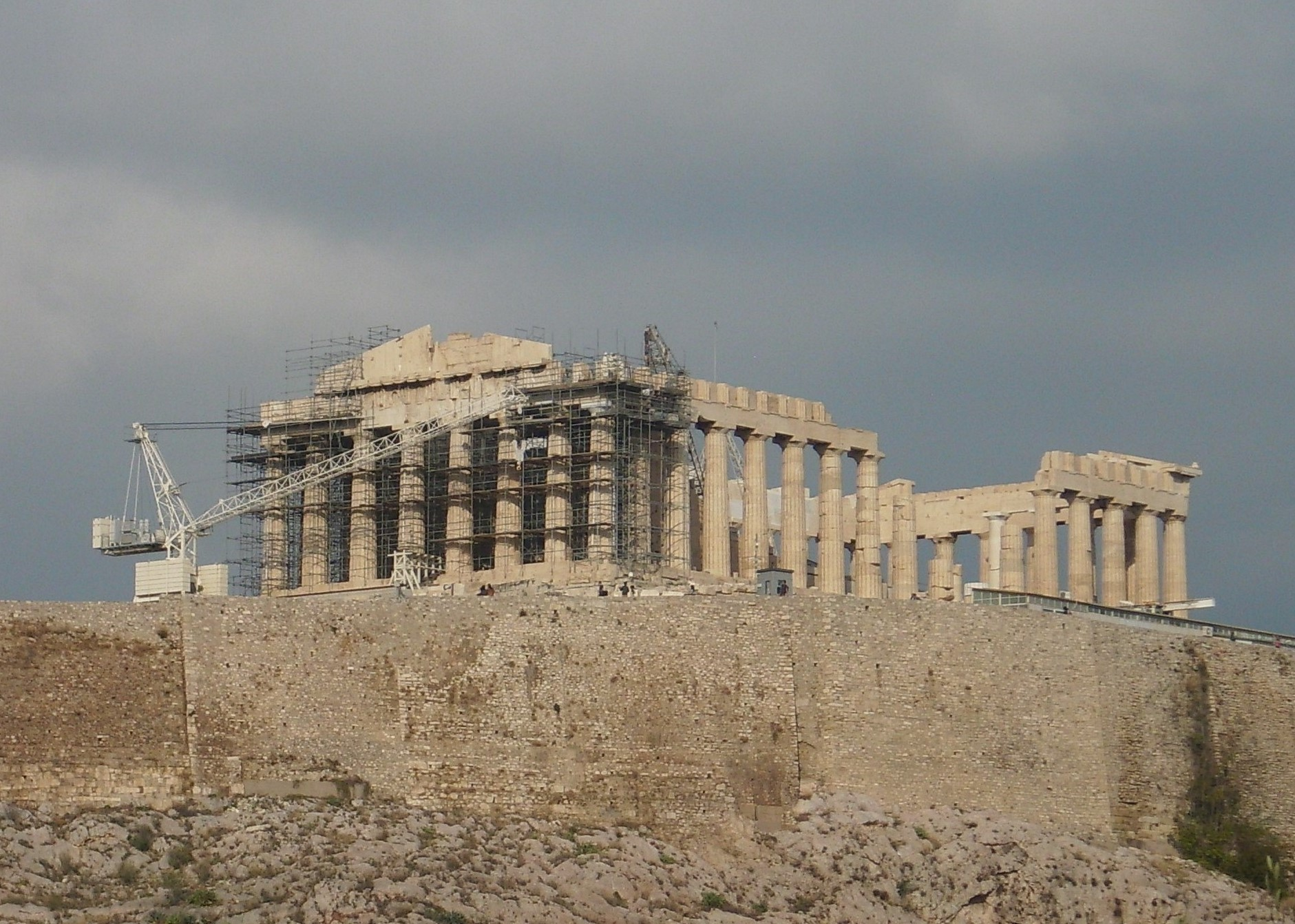
Работы в западной стороне в 2014 году

В 2023 году три фрагмента скульптур Парфенона, хранившиеся в ватиканских музеях, были возвращены в Грецию и переданы Музею Акрополя.

## В мировой культуре
Парфенон является одним из символов не только античной культуры, но и красоты вообще.

### Современные копии
Монументальность Парфенона и сила его влияния на мировую архитектуру (и культуру в целом) обусловили не одну попытку его повторения.
- Вальхалла (Регенсбург, 1842) — реплика Парфенона, расположенная на берегу Дуная и выполненная архитектором Лео фон Кленце, известным в России возведением Нового Эрмитажа в Санкт-Петербурге. Размеры Вальхаллы почти совпадают с размерами Парфенона афинского Акрополя, длина составляет 48,5 м, ширина — 14 м, и высота — 15,5 м. Сооружение выполняет функцию зала славы выдающихся исторических личностей, принадлежащих к германской культуре, что и обыграно в названии (согласно германо-скандинавской мифологии Вальхалла — место посмертного обитания павших в битве героев).
- Реплика Парфенона (Нэшвилл, США, 1897) . Архитекторами У. Динзмуром и Р. Гартом была построена полномасштабная реплика Парфенона, восстановленная по новейшим научным данным той эпохи. Сначала здание было сооружено из кирпичей, дерева и гипса, а в 1920-х перестроено с использованием бетона. В 1990 году американский скульптор А. Леквир выполнил реплику статуи Афины Парфенос. Парфенон стоит в центре большого общественного парка и является сегодня картинной галереей. Летом местные театры разыгрывают перед ним древнегреческие трагедии.
- модель Парфенона в масштабе 1:25 (Токио, парк Tobu World Square, 1993). В парке представлены мировые архитектурные достопримечательности, выполненные в масштабе 1:25, среди них — копия Парфенона, которая входит в европейскую композицию и является единственным строением из Греции, представленным в парке.

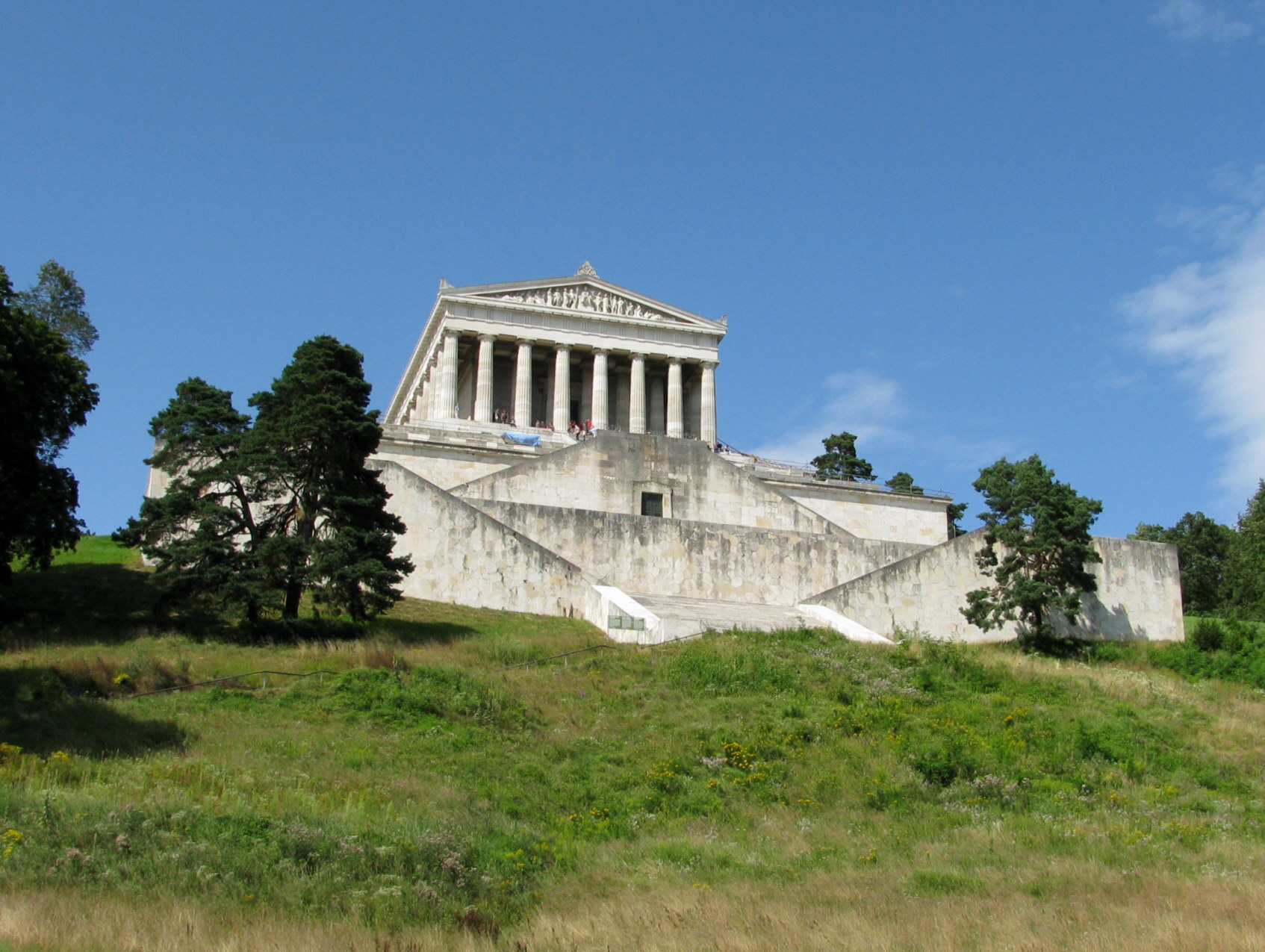
Вальхалла, вид с Дуная
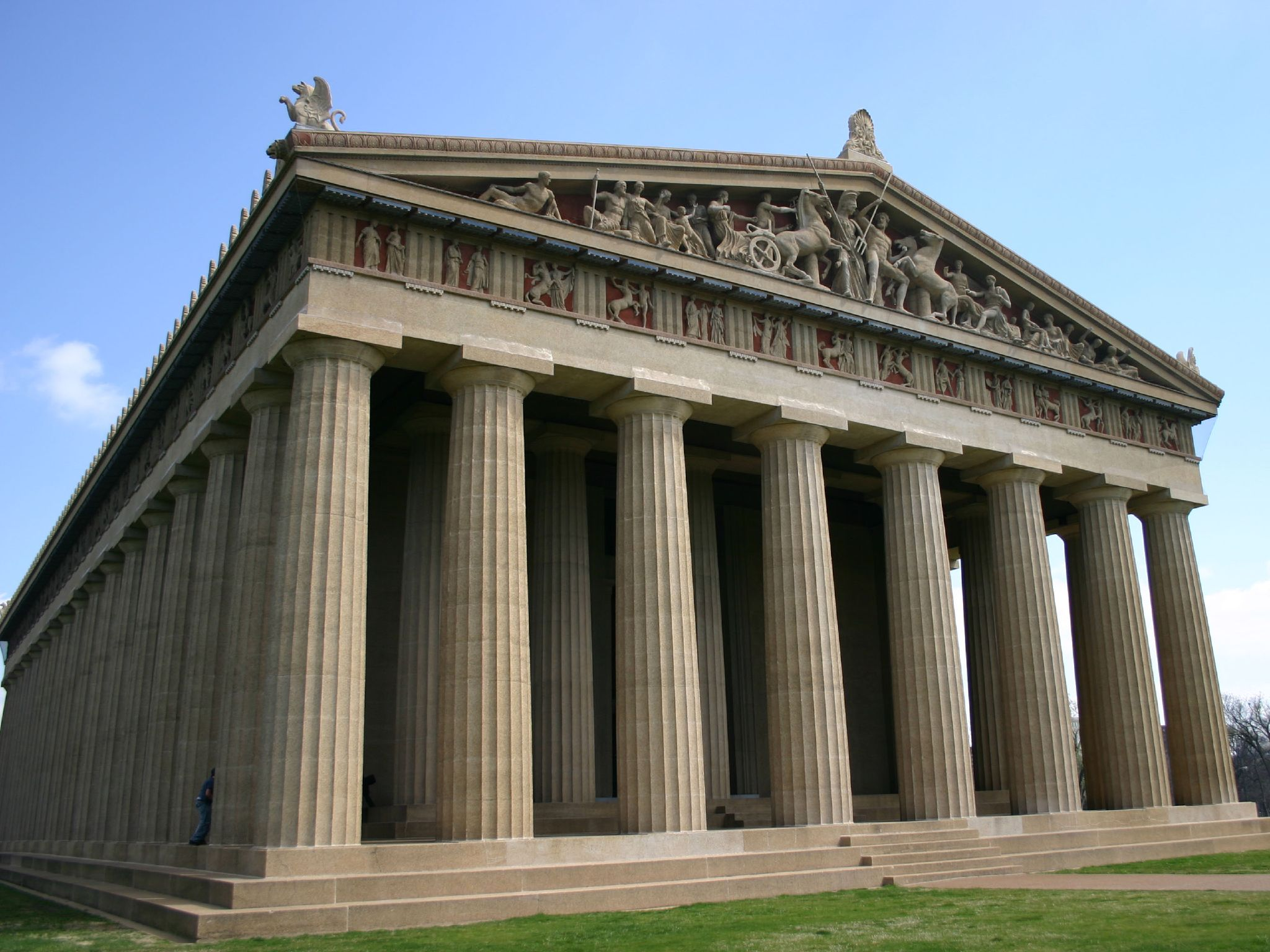
Парфенон в Нашвилле
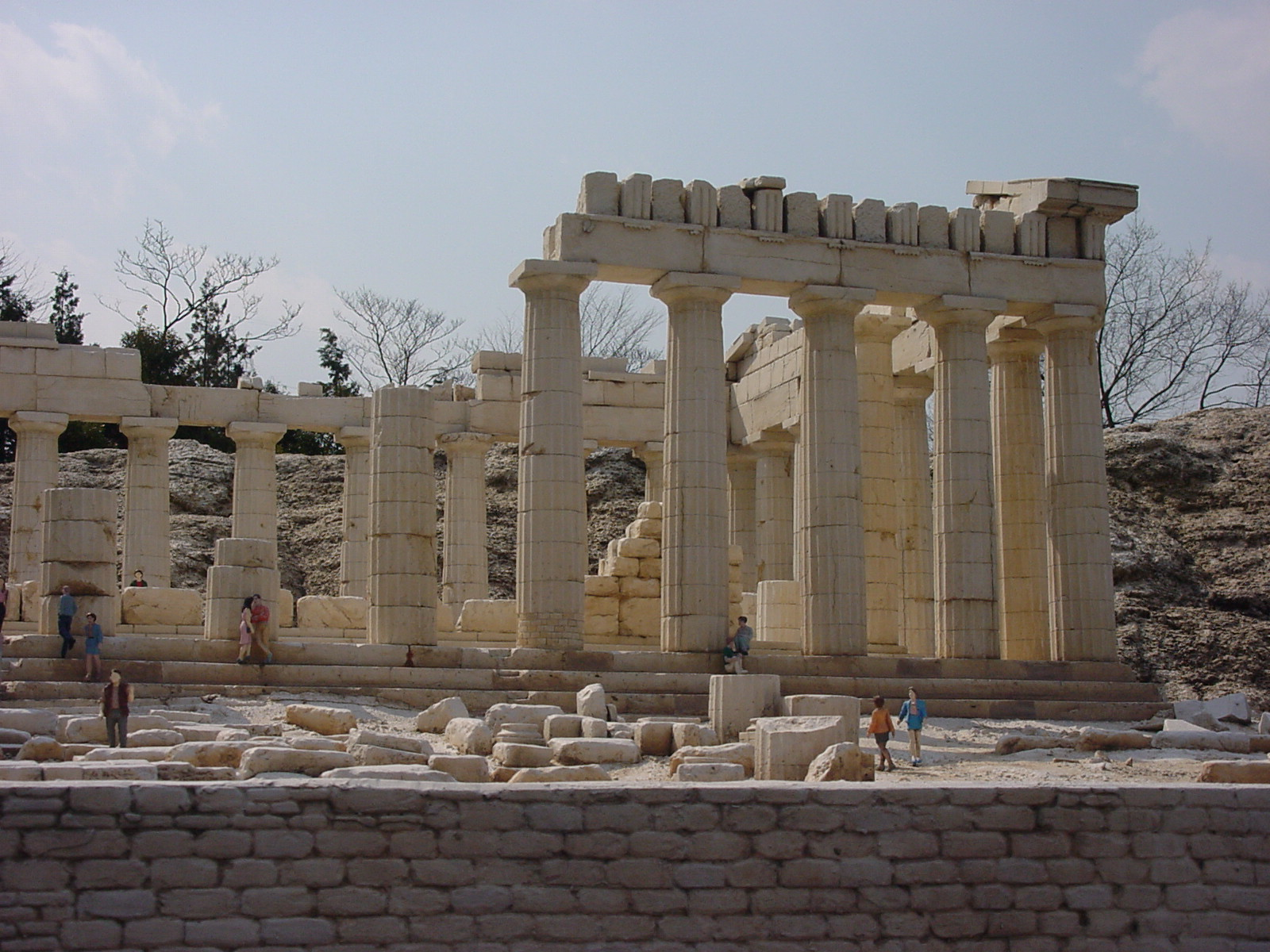
Макет Парфенона в парке Tobu World Square

### В русской литературе
- Н. В. Гоголь, «Ганц Кюхельгартен», идиллия в картинах, одну из которых составляет описание Парфенона[45];
- И. И. Панаев, «Греческое стихотворение»[46];
- Д. С. Мережковский, стихотворение «Парфенон»[47].